# بنیتو موسولینی
بنیتو آمیلکاره آندره‌آ موسولینی (به ایتالیایی: Benito Amilcare Andrea Mussolini) (۲۹ ژوئیه ۱۸۸۳ – ۲۸ آوریل ۱۹۴۵) نخست‌وزیر پادشاهی ایتالیا از زمان به قدرت رسیدن فاشیست‌ها در اکتبر ۱۹۲۲ تا ۱۹۴۳ و رهبر جمهوری سوسیال ایتالیا از این سال تا هنگام مرگش در سال ۱۹۴۵ بود.
او به عنوان یک روزنامه‌نگار و سیاستمدار، عضو پیشروی هیئت ملی حزب سوسیالیست ایتالیا بین سال‌های ۱۹۱۰ تا ۱۹۱۴ بود. در ۱۹۱۲ از طرف حزب به عنوان مدیر روزنامهٔ آوانتی منصوب شد. او در سال‌های جنگ عثمانی و ایتالیا به مخالفت با مداخله‌گرایان متقاعد شده بود اما در ۱۹۱۴ در آستانهٔ جنگ جهانی اول نظر خود را تغییر داد و خود را طرفدار مداخله در جنگ اعلام کرد و در تضاد با رویکرد حزب از رهبری آوانتی استعفا داد. در ادامه به خاطر طرفداری از مداخلهٔ نظامی در جنگ جهانی اول برخلاف رویکرد بی‌طرفی حزبش، از آن اخراج شد. موسولینی در طول جنگ در ارتش پادشاهی ایتالیا خدمت نمود تا این که در سال ۱۹۱۷ زخمی و مرخص گردید. او جنبش فاشیسم را پایه‌گذاری کرد که با مساوات‌خواهی و جنگ طبقاتی به ستیز برخاست. در نتیجهٔ راهپیمایی به سوی رم در اکتبر ۱۹۲۲، موسولینی بدل به جوان‌ترین نخست‌وزیر ایتالیا تا آن زمان شد. پس از صحنه به در کردن تمامی مخالفان سیاسی از طریق پلیس مخفی و منع اعتصابات کارگری، موسولینی و مریدان وی از طریق یک سری قوانین که ایتالیا را به حالت تک حزبی سوق می‌داد، قدرت خود را استوار ساختند. موسولینی در ۱۹۲۹ پیمان لاتران با واتیکان را امضاء نمود تا به دهه‌ها ستیز بین دولت ایتالیا و پاپ پایان دهد و بدین طریق استقلال واتیکان را به رسمیت شناخت.
سیاست خارجی موسولینی بر هدف گسترش فضای نفوذ فاشیسم ایتالیایی متمرکز بود. در سال ۱۹۲۳ جنگ موسوم به «آرام‌سازی لیبی»∗ را آغاز نمود و در واکنش به کشته شدن یک ژنرال ایتالیایی، فرمان به بمباران جزیرهٔ کورفوی یونان داد. در سال ۱۹۳۶ مستعمرهٔ «آفریقای شرقی ایتالیا» را با ادغام اریتره، سومالی و اتیوپی در پی بحران حبشه و دومین جنگ ایتالیا و اتیوپی تشکیل داد. در سال ۱۹۳۹ نیروهای ایتالیایی آلبانی را اشغال نمودند. بین سال‌های ۱۹۳۶ تا ۱۹۳۹، موسولینی دستور به مداخلهٔ نظامی ایتالیا در جنگ داخلی اسپانیا در حمایت از فرانسیسکو فرانکو داد. در همان زمان، ایتالیا کوشید از وقوع دومین جنگ جهانی جلوگیری کند و در جبههٔ استرسا، گزارش لیتون، پیمان لوزان، پیمان چهار قدرت و توافق مونیخ شرکت داشت. به هر حال، ایتالیا با شکل‌دادن به نیروهای محور با آلمان و ژاپن، از بریتانیا و فرانسه فاصله گرفت. آلمان در ۱ سپتامبر ۱۹۳۹ به لهستان تهاجم برد و سبب اعلان جنگ فرانسه و بریتانیا و آغاز جنگ جهانی دوم شد.
در ۱۰ ژوئن سال ۱۹۴۰ با در شرف وقوع بودن سقوط فرانسه، ایتالیا رسماً وارد جنگ شد و قسمت‌هایی از جنوب شرقی این کشور، جزیرهٔ کرس و تونس را متصرف شد. موسولینی نقشه‌ای برای متمرکز نمودن نیروهای ایتالیایی برای حمله‌ای سراسری به مستعمرات بریتانیا در آفریقا و خاورمیانه ریخت و در همان حال انتظار فروپاشی بریتانیا در جبههٔ اروپا را داشت. ایتالیایی‌ها به مصر یورش بردند و فلسطین و سومالیِ بریتانیا را بمباران نمودند. با وجود این‌ها، حکومت بریتانیا از پذیرش پیشنهادهای صلحی که متضمن اقرار به پیروزی نیروهای محور در شرق و غرب اروپا بود، سر باز زد. در ماه اکتبر سال ۱۹۴۰، موسولینی نیروهای ایتالیایی را به یونان گسیل کرد تا جنگ ایتالیا و یونان را راه بیندازد. به هر صورت، یونان موفق شد این تهاجم را متوقف سازد و ایتالیایی‌ها را به آلبانی پس براند.
جبههٔ بالکان تا اشغال قطعی یوگسلاوی و یونان به دست نیروهای محور به اندازه‌ای چشمگیر به درازا انجامید. علاوه بر این، تهاجم آلمان به شوروی و حملهٔ ژاپن به پرل هاربر (که سبب ورود ایالات متحدهٔ آمریکا به جنگ در کنار متفقین شد) موسولینی را واداشت که یک ارتش ایتالیایی را به جبههٔ شرقی گسیل دارد و به ایالات متحده اعلان جنگ دهد. موسولینی آگاه بود که ایتالیا منابع و ذخایرش بر اثر جنگ‌های دهه ۱۹۳۰ به تحلیل رفته و آمادهٔ نبردی درازمدت با سه ابرقدرت نیست اما ماندن در جنگ را برگزید تا جاه‌طلبی‌های فاشیستی را ادامه دهد. در سال ۱۹۴۳ ایتالیا از فجایع بزرگی در رنج بود: در فوریه ارتش سرخ یک ارتش ایتالیا را به تمامی مضمحل کرد، در مه نیروهای محور در شمال آفریقا با وجود ایستادگی قبلی ایتالیایی‌ها در نبرد دوم العلمین شکست خوردند، در ۹ ژوئیه نیروهای بریتانیایی و آمریکایی به سیسیل حمله بردند و در شانزدهم همان تهاجم تابستانهٔ آلمان در خاک روسیه شکست خورد. متعاقباً در صبح ۲۵ ژوئیه شورای عالی فاشیسم رأی عدم اعتماد به موسولینی داد؛ روز بعد ویکتور امانوئل سوم وی را از سمتش برکنار ساخته و در بازداشت قرار داد تا مارشال پیترو بادولیو جای وی را به عنوان نخست‌وزیر بگیرد.
پس از موافقت پادشاه با آتش‌بس با متفقین، در ۱۲ سپتامبر سال ۱۹۴۳ موسولینی طی عملیاتی موسوم به «تهاجم گِرَن ساسو» توسط چتربازان آلمانی و کماندوهای وافن اس‌اس تحت فرماندهی اتو هارالد مورس از اسارت گریخت. آدولف هیتلر پس از نشستی مشترک، وی را به ریاست یک رژیم دست‌نشانده در شمال ایتالیا به نام جمهوری سوسیال ایتالیا که به‌طور غیررسمی جمهوری سالو نیز نامیده می‌شد، گماشت. در ۲۸ آوریل در اثر فروپاشی سراسری محتمل، موسولینی و معشوقه‌اش کلارا پتاچی کوشیدند به سوئیس بگریزند اما هر دو توسط پارتیزان‌های ایتالیایی دستگیر و در نزدیکی دریاچهٔ کومو تیرباران شدند. جسد وی به میلان برده و از سقف یک پمپ بنزین آویزان شد تا مرگ وی به تأیید عموم برسد.

## سال‌های اولیه

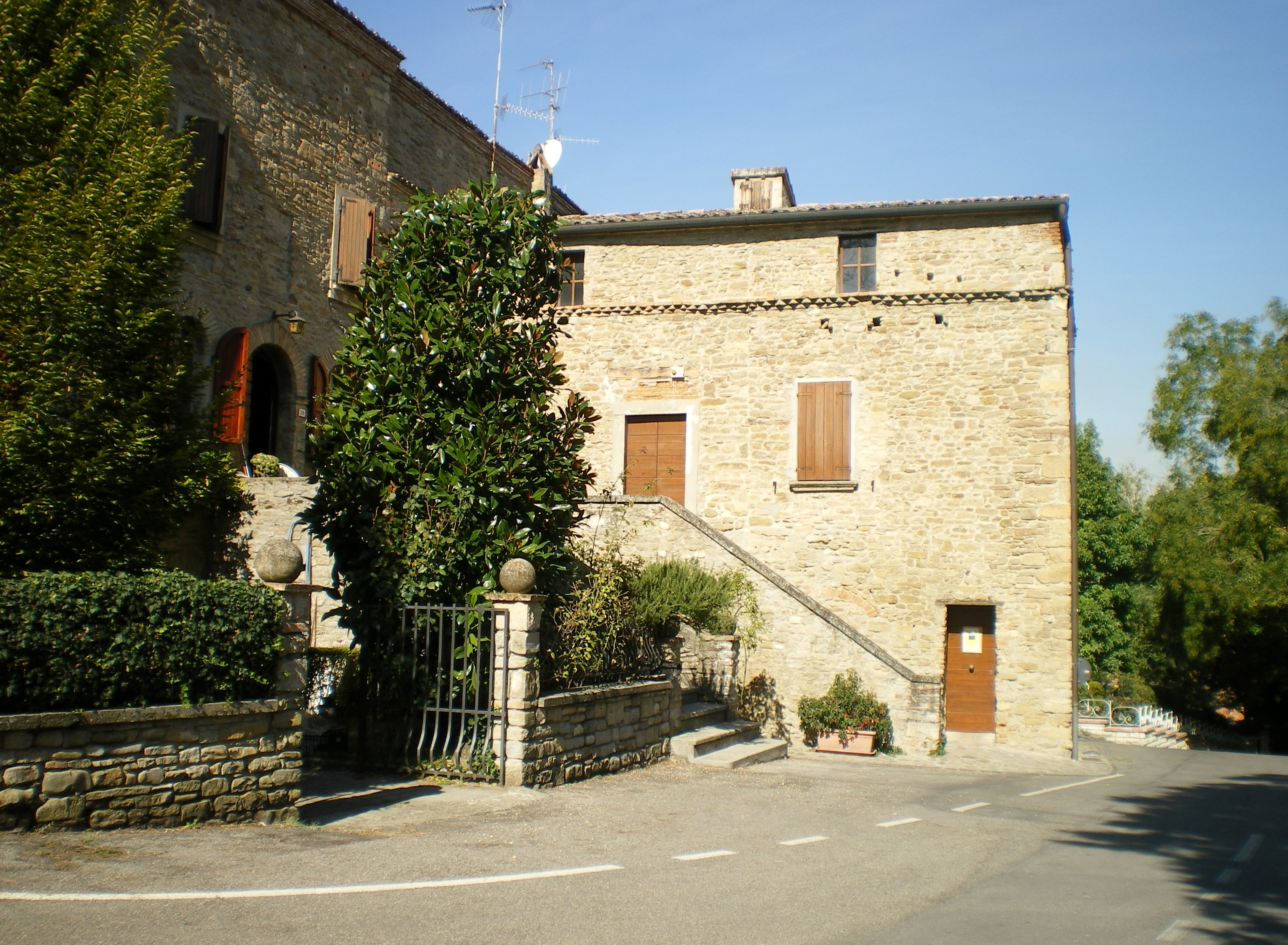
زادگاه موسولینی در پره داپیو که اکنون به عنوان موزه در معرض بازدید عموم قرار دارد.

موسولینی در ۲۹ ژوئیهٔ ۱۸۸۳ در «دویا دی پره داپیو» شهرستانی کوچک در استان فورلی در امیلیا رومانیا (Emilia Romagna) زاده شد. بعدها در طول دوران چیرگی فاشیسم، برای بازدیدکنندگان از زادگاه موسولینی، پره داپیو لقب «شهرستان دوچه» و فورلی نیز لقب «شهر دوچه» را به خود گرفتند.
پدر بنیتو، آلساندرو موسولینی، یک آهنگر سوسیالیست بود در حالی که مادرش، روزا مالتونی، معلم متعصب مدرسهٔ کاتولیک بود. بر حسب تمایلات سیاسی پدرش، موسولینی به خاطر نام کوچک رئیس‌جمهور لیبرال مکزیک، بنیتو خوآرس، بنیتو نامیده شد، در حالی که نام‌های میانی وی، یعنی آمیلکاره و آندره‌آ، متعلق به سوسیالیست‌های ایتالیایی به نام‌های آندره‌آ کوستا و آمیلکاره چیپریانی بودند که پدر بنیتو نام آنان را بر فرزندش نهاد. بنیتو بزرگ‌ترین فرزند از سه فرزند پدر و مادر خود بود. دو فرزند دیگر خانواده آرنالدو (پسر) و ادویجه (دختر) بودند.
به عنوان یک پسر جوان، موسولینی قرار بود گهگاهی از وقت خود را در کارگاه پدر بگذراند. عقاید سیاسی اولیهٔ موسولینی به‌طور قوی متأثر از پدرش، کسی که چهره‌های ناسیونالیستِ دارای گرایش‌های انسان‌گرایانهٔ قرن نوزدهم ایتالیا شامل کارلو پیساکانه، جوزپه ماتزینی و جوزپه گاریبالدی را می‌پرستید. چشم‌انداز سیاسی پدرش دیدگاه‌های چهره‌های آنارشیستی همچون کارلو کافیه رو و میخائیل باکونین، اقتدارگراییِ نظامیِ گاریبالدی و میهن پرستیِ ماتزینی را با هم ترکیب نموده بود. در ۱۹۰۲ در سالروز مرگ گاریبالدی، موسولینی یک سخنرانی عمومی در ستایش این میهن‌پرست جمهوری‌خواه ایراد نمود.
ستیز بین پدر و مادرش دربارهٔ مذهب، بدان معنا بود که برخلاف بسیاری از ایتالیایی‌ها، موسولینی در دوره زایش خود غسل تعمید داده نشده بود و تا مدت‌ها نیز بر همین منوال بود. با یک سازش میان پدر و مادر، بنیتو به مدرسه ای شبانه‌روزی که به دست راهب‌های سالیزی ساخته شده بود، فرستاده شد. پس از اینکه به مدرسه جدید پیوست، موسولینی درجات خوبی کسب نمود و دوره کارآموزی مقدماتی معلمی را با موفقیت گذراند.

## مهاجرت به سوئیس و خدمت نظامی
در ۱۹۰۲ وی به سوئیس مهاجرت نمود، تا حدودی برای اینکه از خدمت اجباری سربازی بگریزد. وی مدت کوتاهی به عنوان یک سنگ‌تراش در ژنو، فریبورگ و برن خدمت نمود اما در یافتن شغلی همیشگی ناتوان بود.

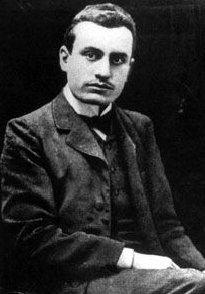
موسولینی جوان در بدو ۱۹۰۰

در طول این زمان، وی اندیشه‌ها و عقاید فریدریش نیچهٔ فیلسوف، ویلفردو پارتو جامعه‌شناس، و ژرژ سورلِ سندیکالیست را خواند. وی همچنین سوسیالیست مسیحی ای به نام شارل پگی و سندیکالیست دیگری به نام هوبرت لاگاردله را به عنوان کسانی که از آنها تأثیر پذیرفته است، ستود. سورل بر نیاز به بیرون انداختن لیبرال دموکراسیِ تباه شده و سرمایه‌داری، با بهره‌گیری از خشونت، عمل مستقیمِ [سیاسی]، اعتصاب سراسری و نیز الهام‌گیری از ماکیاولیسم جدید که احساسات را تحریک می‌کرد، تأکید داشت. این‌ها همگی بر موسولینی تأثیری عمیق نهادند.
موسولینی در جنبش سوسیالیست ایتالیایی در سوئیس فعال شد، برای نشریه L'Avvenire del Lavoratore کار می‌کرد، نشست‌ها را سازمان می‌داد، برای کارگران ایراد سخنرانی می‌نمود، و به عنوان دبیر اتحادیهٔ کارگران ایتالیایی در لوزان خدمت کرد. آنجلیکا بالابانف در گزارشی وی را به ولادیمیر لنین معرفی نمود، کسی که بعدها سوسیالیست‌های ایتالیایی را به خاطر از دست دادن موسولینی از سازمانِ شان، سرزنش نمود. در ۱۹۰۳ وی به خاطر طرفداری اش از اعتصاب سراسری خشونت‌آمیز توسط پلیس برن دستگیر شد، دو هفته را در زندان گذراند، و به ایتالیا دیپورت شد. پس از این که از آنجا آزاد گردید، به سوئیس بازگشت. در ۱۹۰۴ بار دیگر در ژنو دستگیرشده بود و به خاطر دستکاری مدارک هویت شخصی خود، اخراج گردید، پس به لوزان بازگشت، جایی که در دپارتمان علوم اجتماعیِ دانشگاه لوزان حضور یافت و در درس گفتارهای ویلفردو پارتو حضور یافت. در ۱۹۳۷ زمانی که وی نخست‌وزیر ایتالیا بود، دانشگاه لوزان به مناسبت ۴۰۰اُمین سالروز تأسیس خود به موسولینی درجهٔ دکترای افتخاری بخشید.
در دسامبر ۱۹۰۴ موسولینی به ایتالیا بازگشت تا از [قانون] بخشش (عفو) عمومی ترک خدمت سربازی بهره ببرد. وی قبلاً به خاطر ترک خدمت سربازی مورد محاکمهٔ غیابی قرار گرفته بود.
از آنجایی که یکی از شرایط بخشودگی، خدمت در ارتش بود، وی در ۳۰ دسامبر ۱۹۰۴ به سپاهیان برسالیری(corps of the Bersaglieri) در فورلی پیوست. پس از دو سال خدمت نظامی به شغل معلمی بازگشت.

### روزنامه‌نگار سیاسی، روشنفکر و سوسیالیست
در فوریه ۱۹۰۹ موسولینی بار دیگر ایتالیا را ترک نمود، این بار با این هدف که شغل دبیری حزب کارگر در شهر ایتالیایی زبان ترنتو را عهده‌دار شود، شهری که در آن زمان بخشی از امپراتوری اتریش-مجارستان یود (این شهر هم‌اکنون جزئی از ایتالیا است). وی همچنین کار دفتری برای حزب سوسیالیست محلی نیز انجام داد و روزنامه اش با عنوان L'Avvenire del Lavoratore(آیندهٔ کارگر) را ویراستاری نمود. با بازگشت به ایتالیا، وی مدتی کوتاه را در میلان گذراند و در ۱۹۱۰ به زادگاه خود در فورلی بازگشت، جایی که هفته نامهٔ Lotta di classe(نبرد طبقاتی) را ویراستاری نمود.

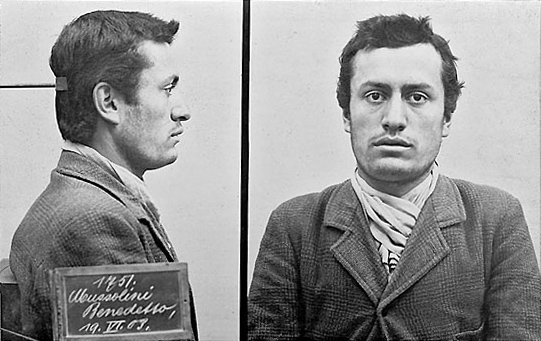
عکس هویت موسولینی بازداشت شده در سال ۱۹۰۳

موسولینی خود را یک روشنفکر می‌پنداشت، وی کتاب خوان ماهری نیز بود؛ علایق وی در زمینه فلسفه اروپایی عبارت بودند از سورل، فوتوریست ایتالیایی به نام فیلیپو تومازو مارینتی، سوسیالیست فرانسوی گوستاو هروه، آنارشیست ایتالیایی اریکو مالاتستا و فیلسوفان آلمانی فریدریش انگلس و کارل مارکس. موسولینی زبان‌های فرانسوی و آلمانی را به صورت خود آموز فرا گرفته بود و دست نوشته‌هایی از نیچه، شوپنهاوئر و کانت را به زبان ایتالیایی برگرداند.

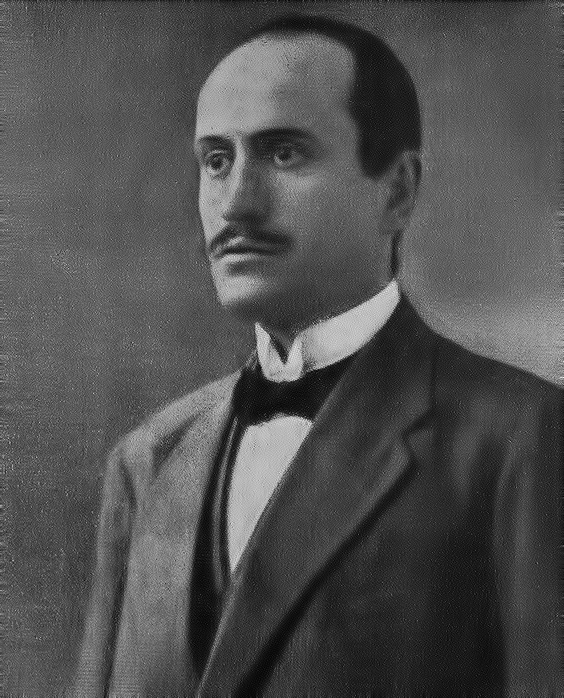
به عنوان مدیر روزنامهٔ !Avanti (فارسی: به پیش!)

در طول این زمان، وی [مقاله ای با نام] "Il Trentino veduto da un Socialista" (به فارسی: ترنتینو چنان‌که توسط یک سوسیالیست نظاره می‌شود) را در گاهنامه رادیکال La Voce منتشر نمود.
وی همچنین چندین چکیده در مورد ادبیات آلمانی، برخی داستان‌ها، و نیز یک ناول با عنوان L'amante del Cardinale (معشوقهٔ کاردینال) را چاپ کرد. نوولی که با همکاری سانتی کوروایا نوشت و به عنوان یک داستان سریالی در چندین شماره توسط روزنامه ترنتینویی Il Popolo (مردم) به چاپ رسیدند. چاپ‌های آن از ۲۰ ژانویه تا ۱۱ مه ۱۹۱۰ منتشر شدند. ناول نامبرده بسی رنگ و بوی ضد کلیسایی داشت و سالها بعد وقتی موسولینی با واتیکان معاهده ای امضاء کرد، از دور چاپ خارج شد.
وی اکنون در هیبت یکی از برجسته‌ترین سوسیالیست‌های ایتالیا درآمده بود. در سپتامبر ۱۹۱۱، موسولینی در شورشی که توسط سوسیالیست‌ها علیه جنگ ایتالیا در لیبی هدایت شده بود، مشارکت کرد. او با خشم «جنگ امپریالیستی» ایتالیا در لیبی را محکوم نمود، کاری که برای وی پنج ماه زندان به ارمغان آورد. پس از آزادی اش، وی به اخراج ایوانوئه بونومی و لئونیدا بیسولاتی از حزب سوسیالیست کمک کرد؛ چرا که آنان را دو تجدیدنظرطلبی می‌دانست که از جنگ حمایت کرده بودند.
وی با گزینش به سِمت ویراستاری روزنامهٔ حزب سوسیالیست به نام !Avanti (به پیش!) پاداش [زحمات خود را] دریافت. تحت رهبری وی، تیراژ [روزنامه] به زودی از ۲۰٬۰۰۰ به ۱۰۰٬۰۰۰ رسید. جان گانتر در ۱۹۴۰ وی را «یکی از موفق‌ترین روزنامه نگاران در قید حیات» نامید؛ موسولینی در همان حال که راهپیمایی به سوی رُم∗ را سازمان می‌داد یک گزارشگر پُرکار نیز بود و تا سال ۱۹۳۵ برای بنگاه خبری هرست می‌نوشت. موسولینی به قدری با نوشتارهای مارکسیستی آشنا بود که نه تنها در نوشته‌های خودش از شناخته شده‌ترین آثار مارکسیستی نقل قول می‌کرد بلکه از آثار کمتر شناخته شده نیز. در این دوران موسولینی خود را یک مارکسیست در نظر می‌گرفت و مارکس را به عنوان «بزرگ‌ترین در میان نظریه پردازان سوسیالیسم» توصیف نمود.
در ۱۹۱۳ وی Giovanni Hus, il veridico (یان هوس؛ پیامبری صادق) را منتشر ساخت؛ زندگی‌نامه ای تاریخی-سیاسی در مورد زندگی و مأموریت کشیش اصلاح طلب چکی به نام یان هوس و پیروان رادیکال وی، هوسی‌ها. در طول این دورهٔ سوسیالیستی از زندگی وی، موسولینی گاهی از نام مستعار "Vero Eretico" (مرتد بی‌ریا) بهره می‌گرفت.
موسولینی مساوات‌خواهی را رد نمود، یعنی یک دکترین پایه ای سوسیالیسم را. وی متأثر از اندیشه‌های ضدمسیحی نیچه به ویژه خدا مرده است بود. موسولینی احساس کرد که سوسیالیسم تحریف شده است_از دیدگاه شکست‌های مارکسیسم جبرگرا و اصلاحات سوسیال دموکراتیک_ و باور داشت که اندیشه‌های نیچه سوسیالیسم را نیرومند خواهد ساخت. در حالی که به اردوگاه سوسیالیسم تعلق داشت، نوشته‌های وی نشان دادند که سرانجام وی مارکسیسم و مساوات خواهی را به سود مفهوم ابرانسان نیچه و ضدیت [وی] با مساوات خواهی رها ساخته است.

### اخراج از حزب سوسیالیست ایتالیا
شماری از احزاب سوسیالیست در ابتدا از جنگ اول جهانی که در اوت ۱۹۱۴ جرقه خورد، پشتیبانی نمودند. وقتی جنگ آغاز گردید، سوسیالیست‌های اتریشی، بریتانیایی، فرانسوی و آلمانی با پشتیبانی از مداخلهٔ نظامی کشور خود در جنگ، از روح میهن‌پرستی ای که اکنون در حال خیزش بود متابعت کردند. رخداد جنگ باعث خیزش میهن‌پرستی ایتالیایی گردیده و جنگ توسط جناح‌های سیاسی گوناگونی پشتیبانی شده بود. یکی از برجسته‌ترین و نامدارترین میهن پرستان ایتالیاییِ پشتیبانِ جنگ گابریله دانونتسیو بود، کسی که حامی بازگرداندن ایالات ایتالیاییِ از دست رفته‌ای که اکنون در اشغال اتریش بودند، بوده و در تشویق ملت ایتالیا به پشتیبانی از مداخله در جنگ کمک نمود. حزب لیبرال ایتالیا به رهبری پائولو بوسلی مداخله در جنگ در کنار متفقین را تشویق کرده و از جامعهٔ دانته آلیگیری(Società Dante Alighieri) در جهت تشویق ناسیونالیسم ایتالیایی بهره گرفت. سوسیالیست‌های ایتالیایی به دو قطب تقسیم شدند: یا موافق با جنگ یا مخالف با آن. زودتر از این که موسولینی راجع به جنگ موضعی بگیرد، شماری از سندیکالیستها از جمله آلکسته دو آمبریس، فیلیپو کوریودونی و آنجلو اُلیویرو اُلیوِتی پشتیبانی خود را از مداخله [در جنگ] پیشاپیش اعلام کرده بودند. پس از اینکه شماری چند از معترضانِ ضد نظامی گری کشته شده و منتج به اعتصاب سراسری موسوم به «هفتهٔ سرخ» گردید، حزب سوسیالیست ایتالیا تصمیم گرفت با جنگ مخالفت کند.
موسولینی در ابتدا رویکرد پشتیبانی از تصمیم حزب را در پیش گرفت، و در مقاله ای در اوت ۱۹۱۴(ماه آغازین جنگ) نوشت: «مرگ بر جنگ. ما بی‌طرف می‌مانیم.» وی به جنگ به مثابهٔ یک فرصت می‌نگریست، باور داشت که جنگ به ایتالیایی‌های اتریش_مجارستان شانسی برای رهانیدن خود از یوغ دودمان هابسبورگ داده است. [اما] وی سرانجام با تأکید بر نیاز سوسیالیست‌ها به برانداختن دودمان هوهن‌تسولرن و هابسبورگ در آلمان و اتریش_مجارستان _که به گفته وی، مستمراً سوسیالیسم را سرکوب می‌کردند_ تصمیم گرفت پشتیبانی خود را از جنگ اعلام دارد.
موسولینی حال با محکوم نمودن قدرت‌های محور به اتهام مرتجع بودن و دنبال کردن نقشه‌های امپریالیستی در برابر بلژیک و صربستان_همان‌طور که از لحاظ تاریخی با دانمارک، فرانسه و ایتالیا نیز چنین کرده بودند، به‌طور ی که صدها هزار ایتالیایی زیر سلطه خاندان هابسبورگ می‌زیستند_سیاست خود را بیشتر توجیه نمود. وی استدلال کرد که فروپاشی پادشاهی‌های هوهنتسولرن و هابسبورگ و در هم کوبیدن ترکیهٔ «مرتجع» شرایطی مساعد را برای طبقه کارگر ایجاد خواهد کرد. در حالی که موسولینی حامی قدرت‌های قلبی∗ بود، اما نسبت به سرشت محافظه کار امپراتوری تزار با گفتن این که بسیج نیروها_که لازمهٔ جنگ بود_ اتوریتهٔ ارتجاعی روسیه را به تحلیل خواهد برد و این جنگ روسیه را به سوی انقلاب اجتماعی سوق خواهد داد، واکنش [منفی] نشان داد. او گفت که برای ایتالیا، جنگ فرایند وحدت ایتالیا(Risorgimento) را با منضم ساختن ایتالیایی‌های اتریش_مجارستان به ایتالیا و نیز با مشارکت دادنِ مردم ایتالیا به عنوان عضوی ازملت ایتالیا در آنچه که بعدها اولین جنگ ناسیونالیستی ایتالیا خوانده شد، تکمیل می‌کند. همچنین وی ادعا کرد که تغییرات اجتماعی عظیمی که جنگ ایجاد می‌کند، بدین معناست که می‌توان از آن به مثابه جنگی انقلابی حمایت نمود.
از آنجا که پشتیبانی موسولینی از شرکت در جنگ تقویت گردید، وی به ستیزش با سوسیالیست‌هایی که با جنگ مخالفت کرده بودند، برخاست. وی به مخالفان جنگ حمله کرد و ادعا نمود
که آن پرولترهایی که از صلح‌جویی حمایت کردند، در تقابل با آن پرولترهایی هستند که در حال آماده ساختن ایتالیا برای یک جنگ انقلابی اند. وی شروع به انتقاد از حزب سوسیالیست ایتالیا و نیز ذات سوسیالیسم کرد که چرا در شناخت مشکلات ملی ای که سبب وقوع جنگ اول جهانی شدند، ناتوان ماندند. موسولینی به سبب حمایتش از مداخله در جنگ از حزب اخراج گردید.

### پایه‌ریزی فاشیسم و خدمت در جنگ جهانی اول

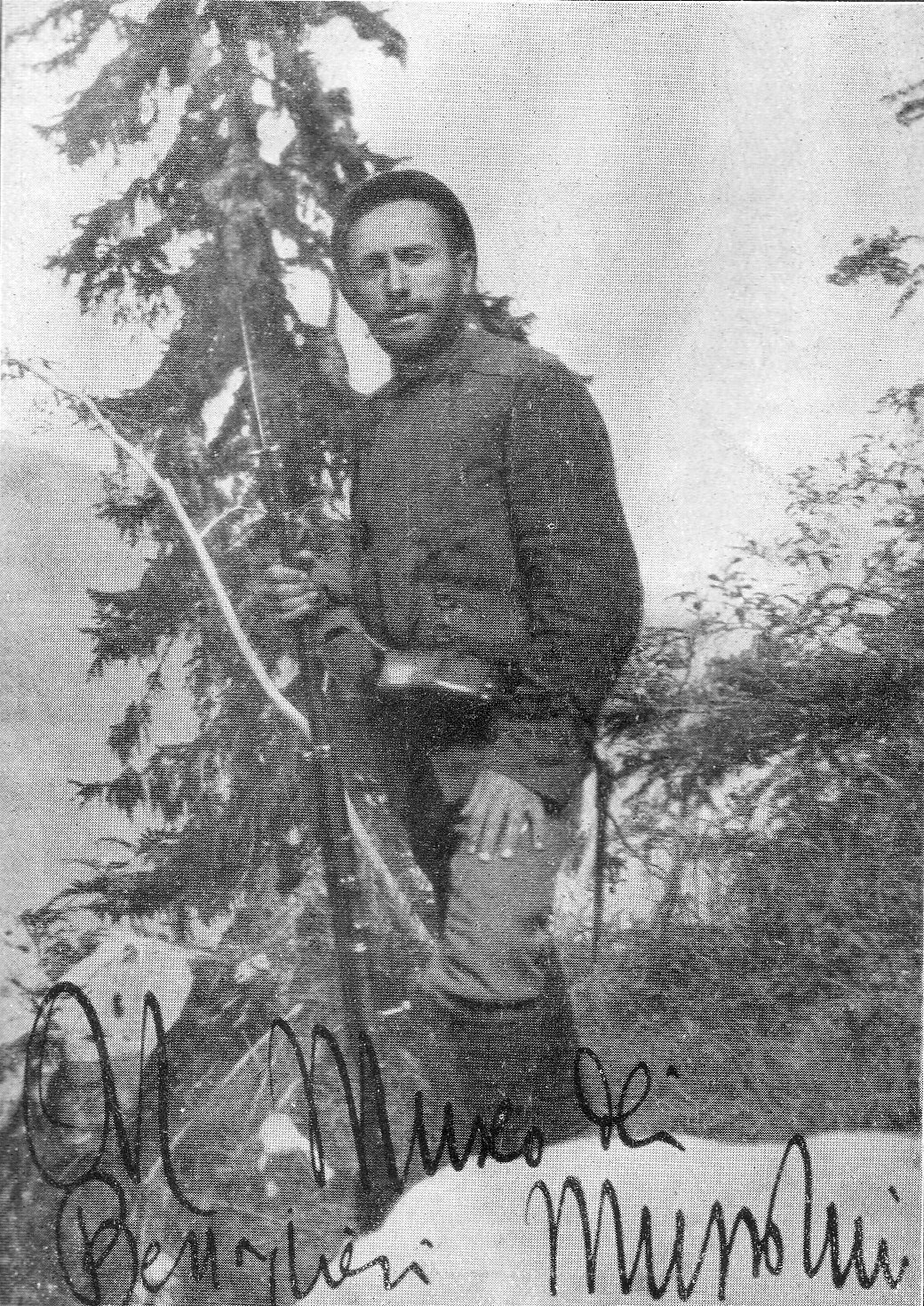
به عنوان سرباز ایتالیایی در جنگ اول جهانی.

پس از اخراج از حزب سوسیالیست ایتالیا به خاطر طرفداری اش از مداخله در جنگ اول جهانی، موسولینی به شکلی افراطی تغییر موضع داد: حمایت از جنگ طبقاتی را پایان داده و به اردوگاه ناسیونالیسم انقلابی که از نبرد طبقاتی فراتر می‌رفت، پیوست. وی یک روزنامهٔ حامی مداخله در جنگ به نام Il Popolo d'Italia (مردم ایتالیا) و Fasci Rivoluzionari d'Azione Internazionalista (فاشی انقلابی برای جنگ بین‌المللی)∗ را در اکتبر ۱۹۱۴ تأسیس نمود. پشتیبانی ناسیونالیستی وی از مداخله در جنگ اول جهانی به او اجازه داد تا از شرکت Ansaldo و سایر کمپانی‌هایی که در امر تسلیحات فعال بودند، برای تأسیس روزنامهٔ «مردم ایتالیا» و متقاعد ساختن سوسیالیست‌ها و انقلابیون برای حمایت از جنگ، کمک مالی به وی اعطا نمودند. از مه ۱۹۱۵ تسهیلات مالی بیشتری از سوی منابع فرانسوی نیز به فاشیست‌های موسولینی اعطا شدند. اعتقاد بر این بود که این کمک‌های مالی فرانسوی از سوی سوسیالیست‌های آن کشور ارائه می‌شود، کسانی که این تسهیلات را برای حمایت از سوسیالیست‌های سرکشی که [برخلاف رویه رسمی حزب خود] خواستار شرکت ایتالیا در جنگ در کنار فرانسه بودند، فرستادند.

در ۵ دسامبر ۱۹۱۴ موسولینی سوسیالیسم ارتدکس∗ را به خاطر ناتوانی اش در به رسمیت شناختن این که جنگ حقیقتاً هویت ملی و وفاداری ای به مراتب چشمگیرتر از تمایز طبقاتی را پدیدآورده است، محکوم نمود. وی در سخنرانی ای که ملت را به مثابهٔ وجودی مستقل شناخت_مفهومی که قبل از جنگ آن را رد کرده بود_ رسماً تغییر موضع خود را اعلام داشت:
ملت محو نشده است. ما خوش داشتیم بپنداریم که مفهوم[ملت] کاملاً نا موجود است… [مفهوم] طبقه نمی‌تواند [مفهوم] ملت را مضمحل کند. طبقه خود را به مثابهٔ ائتلافی از علایق[اقتصادی] نشان می‌دهد اما ملت دربر گیرندهٔ تاریخ احساسات، رسوم، زبان، فرهنگ و نژاد است. طبقه تنها می‌تواند جزئی اساسی از ملت باشد اما جزء نمی‌تواند دیگری (کل) را نابود کند.
هر جا کسی مردمی را بیابد که خود را در مرزهای زبانی و نژادی شایسته‌شان یکپارچه نکرده‌اند_جایی که مسئلهٔ ملی مشخصاً حل نشده است_ تضاد طبقاتی فرمولی پوچ، و بی اثر و نتیجه است. در چنین شرایطی جنبش طبقاتی می‌بیند که به دست یک حال و هوای نامناسبِ تاریخی به تحلیل رفته است.

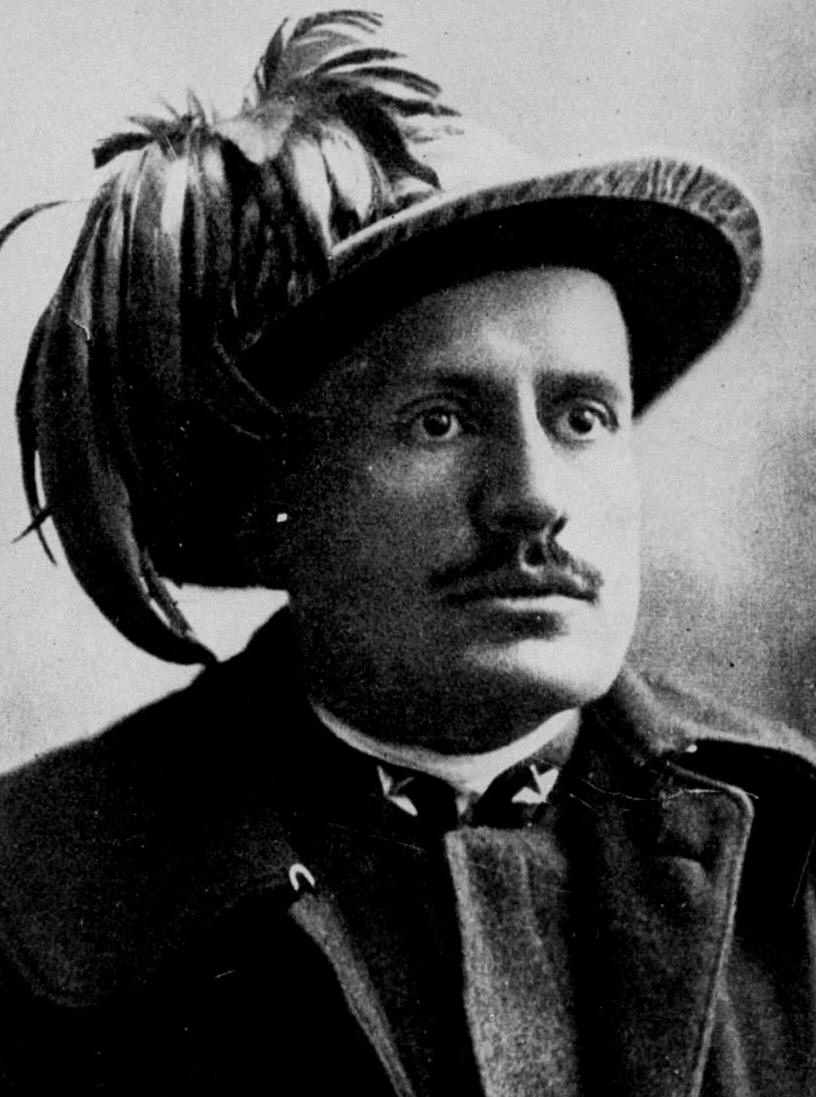
به عنوان سرباز لشکر برسالیری در جنگ اول جهانی.

موسولینی به تأکید و تشویق بر نیاز به یک نخبهٔ پیشروی انقلابی(revolutionary vanguard elite) برای هدایت جامعه ادامه داد. وی دیگر نه از یک پرولتاریای پیشرو(proletarian vanguard)، بلکه به جای آن از پیشرویی که توسط مردمی انقلابی و پویا از هر طبقهٔ اجتماعی هدایت شود، طرفداری می‌کرد. هر چند وی سوسیالیسم ارتدکس و تضاد طبقاتی را محکوم نمود، در همان زمان ادعا کرد که یک سوسیالیستِ ناسیونالیست و حامی میراث سوسیالیست‌های ناسیونالیست در تاریخ ایتالیا همچون جوزپه گاریبالدی، جوزپه ماتزینی و کارلو پیساکانه است. راجع به حزب سوسیالیست ایتالیا و طرفداری این حزب از سوسیالیسم ارتدکس، موسولینی ادعا نمود که شکستش به عنوان عضو حزب هنگامی که در تلاش برای تغییر موضع حزب برای به رسمیت شناختن پدیدهٔ [جنگ جهانی و خیزش هویت ملی ایتالیا] بود، نومیدیِ سوسیالیسم ارتدکسِ منسوخ و شکست خورده را نشان داد. عقیدهٔ شکست سوسیالیسم ارتدکس در بدو جنگ اول جهانی تنها مختص به موسولینی نبود؛ سایر سوسیالیست‌های ایتالیاییِ حامی جنگ نیز مارکسیسم کلاسیک را به سود شرکت در جنگ محکوم کرده بودند از جمله فیلیپو کوریدونی و سرجیو پانوتسیو. این دیدگاه‌های سیاسی، اساس جنبش سیاسیِ نوظهور موسولینی یعنی Fasci Rivoluzionari d'Azione Internazionalista یا فاشی انقلابی برای اقدام بین‌المللی، را در ۱۹۱۴ شکل دادند؛ کسانی که خود را فاشیست ها(Fascists) خواندند. در این زمان فاشیست‌ها هنوز مراتبی یکپارچه از سیاست‌ها (یا به عبارتی بهتر، جهان بینی) نداشتند، جنبش آنها مقیاسی کوچک داشت، در ایجاد میتینگ‌های توده ای ناتوان بود و منظماً توسط حکومت و سوسیالیست‌های ارتدوکس مورد اذیت و آزار قرار می‌گرفت. دشمنی بین حامیان مداخله در جنگ، از جمله فاشیست‌ها، با سوسیالیست‌های ارتدوکسِ مخالف با جنگ منتج به خشونت‌هایی بین فاشیست‌ها و سوسیالیست‌ها گردید. مخالفت‌ها و حملاتی که سوسیالیست‌های مخالفِ مداخله در جنگ به فاشیست‌ها و اقلیت سوسیالیست موافقِ مداخله در جنگ می‌کردند به قدری شدید بود که حتی سوسیالیست‌های دمکراتیکی که با جنگ مخالفت کرده بودند، همچون آنا کولیسکف، گفتند که حزب سوسیالیست ایتالیا در سلب آزادی سخنرانی حامیان جنگ پا را از حد فراتر نهاده است. تنش‌های اخیر بین فاشیست‌ها و سوسیالیست‌های انقلابی (ارتدوکس)، مفهوم سرشت فاشیسم در طرفداری از خشونت سیاسی را در ذهن موسولینی شکل داد.
موسولینی با سیاستمدار و روزنامه‌نگار ایتالیایی طرفدار الحاق(بازپیوندخواهی)∗ به نام چزاره باتیستی همکار و شریک شد و همانند وی وارد ارتش گردید و در جنگ خدمت نمود. «وی به منطقه عملیاتی ای فرستاده شد که بر اثر انفجار نارنجکی جداً آسیب دید.»

بازرس کل ارتش چنین گزارش کرده بود:
وی به درجه سرجوخه «به خاطر لیاقت در جنگ» ارتقا یافته است. ارتقأ درجهٔ وی به خاطر رفتار سرمشق وار و کیفیت جنگیدن، آرامش روانی اش و نداشتن نگرانی نسبت به هرگونه ناراحتی، شور و حرارت و عادتی که در انجام مسئولیت‌های محوله نشان می‌دهد_جایی که درتمامی وظایفی که شامل کارگری و سعهٔ تحمل باشد همواره نفر اول است_ توصیه شده بود.
تجربیات نظامی موسولینی در اثر وی با عنوان «خاطرات جنگ» شرح داده شده‌اند که نُه ماه فعالیت و خط مقدم جنگ سنگری را نیز شامل می‌شود. در طول این زمان، وی به تب شبه‌حصبه (پاراتیفوئید) مبتلا گردید. ماجراجویی نظامی وی در ۱۹۱۷ به پایان رسید وقتی تصادفاً با انفجار خمپاره ای در سنگرش زخمی گشت. با حدود ۴۰ ریزه آهن در بدنش، به پشت جبهه فرستاده شد. در اوت ۱۹۱۷ از بیمارستان مرخص گردید و نقش خود به عنوان سردبیر نشریه جدیدش، مردم ایتالیا، را ادامه داد. وی آنجا مقالاتی مثبت راجع به لژیون‌های چکسلواکی در ایتالیا نوشت.
در ۲۵ دسامبر ۱۹۱۵ در ترویلیو با زنی همشهری خود به نام راکله گوئیدی ازدواج نمود، کسی که از قبل برایش دختری به نام اِدا را در فورلی در ۱۹۱۰ به دنیا آورده بود. در ۱۹۱۵ موسولینی از ایدا دالسر_خانمی متولد Sopramonte، روستایی نزدیک ترنتو _ نیز صاحب یک پسر شد و در ۱۱ ژانویه ۱۹۱۶ هویت پسر خود را در ثبت احوال رسماً ثبت کرد.

## عروج به قدرت

### تأسیس حزب ملی فاشیست
در زمانی که از خدمت نیروهای متفقین در جنگ اول جهانی مرخص شد، تنها ذره ای روح سوسیالیستی در وی باقی مانده بود. در واقع، وی اکنون قانع شده بود که سوسیالیسم به مثابهٔ یک دکترین عمیقاً شکست خورده است. در ۱۹۱۷ موسولینی با دریافت حقوق هفته ای ۱۰۰پوند (معادل با ۶۰۰۰ پوند در سال ۲۰۰۹) از سوی سازمان امنیت ام‌آی۵ انگلستان، پا به سیاست گذاشت؛ وظیفه اش این بود که معترضان ضد جنگ را در خانه‌هایشان نگه داشته و تبلیغات جنگ سالاری به راه اندازد. این کمک‌ها از سوی سِر ساموئل هوار اعطا می‌شدند. مدت‌ها بعد موسولینی گفت که در ۱۹۱۹ احساس کرد که «سوسیالیسم به مثابهٔ یک دکترین دیگر مرده است؛ و تنها به عنوان یک کینه به زیست خود ادامه داده است». در ۲۳ مارس ۱۹۱۹ موسولینی فاشیو(Fascio)ی میلان را شکلی نو بخشید به‌طور ی که شامل ۲۰۰ عضو می‌شد و به آن عنوان جوخهٔ ایتالیایی جنگ (به ایتالیایی: Fasci Italiani di Combattimento) داد.

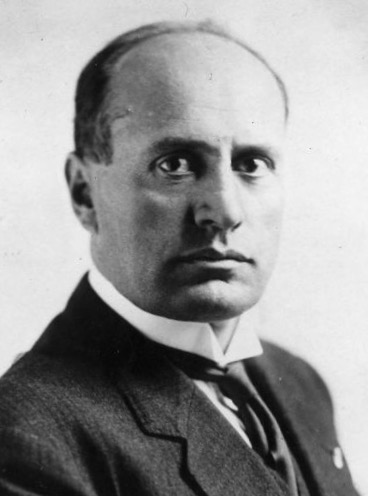
موسولینی در ۱۹۲۰

پایه‌های ایدئولوژیکی فاشیسم از چندین منبع ریشه گرفته‌اند. موسولینی از آثار افلاطون، ژرژ سورل، نیچه و ایده‌های اقتصادی ویلفردو پارتو برای گسترش ایدهٔ فاشیسم الهام گرفت. وی جمهور افلاطون را ستود، کتابی که اغلب برای الهام آن را مطالعه می‌کرد. کتاب جمهور شماری از اندیشه‌ها را تشریح می‌کرد که فاشیسم نیز همان‌ها را تشویق کرد، از جمله حکمرانی توسط یک نخبه(Elite) که دولت را به مثابهٔ عالی‌ترین اقتدار (فصل الخطاب) در نطر می‌گرفت، ستیز با دموکراسی، حفظ نظام طبقاتی و ترغیب تشریک مساعی طبقاتی (به جای تضاد طبقاتی)، رد مساوات خواهی، ترغیب به نظامی گری یک ملت با ایجاد طبقهٔ جنگجویان، اصرار بر این که شهروندان امور شهروندی ای را انجام دهند که دولت بدانان دیکته نموده است، و بهره‌گیری از مداخلهٔ دولت در امر آموزش برای تشویق گسترش جنگجویان و حکمرانان پسینِ دولت. تنها تفاوت این بود که افلاطون یک آرمان‌گرا بود و تمرکز بر دست یابی به عدالت و اخلاق داشت حال آن که موسولینی و فاشیسم واقع گرا بوده و تمرکز بر دست یابی به اهداف سیاسی داشتند.
ایده ای که در پس پردهٔ سیاست خارجی موسولینی قرار داشت، فضای حیاتی (به ایتالیایی:Spazio vitale؛ به انگلیسی:Vital space) بود؛ مفهومی در فاشیسم که معادل مفهوم آلمانی Lebensraum در اندیشهٔ نازیسم بود. مفهوم فضای حیاتی اولین بار در ۱۹۱۹ اعلام شد زمانی که تمامی دریای مدیترانه چنان بازتعریف شده بود تا به مثابهٔ یک منطقهٔ یکپارچه شده‌ای که در گذشته‌های باستانی به امپراتوری روم تعلق داشت، دیده شود؛ مدیترانه همچنین به عنوان فضای نفوذ انحصاری ایتالیا تعریف شده بود. حق استعمار همسایگان اِسلُوان ایتالیا و مدیترانه_که مسکن اقوامی بود که اتهام کمتر توسعه یافتگی (بربریت) بدانان زده می‌شد_ نیز با این استدلال که ایتالیا از کثرت جمعیت (و کمبود فضای حیاتی متناسب با آن) رنج می‌بَرد، توجیه شده بود.
وی ایدهٔ تضادی طبیعی بین ملل توانگر سالار مانند بریتانیا و ملل پرولتر مانند ایتالیا که اولین بار توسط انریکو کورادینی قبل از ۱۹۱۴ مطرح شده بود، را به عاریت گرفته و ادعا کرد مسئلهٔ اصولی ایتالیا این بود که ملل پول سالار مانند بریتانیا دائماً سد راه ایتالیا در دستیابی به فضای حیاتی ای که به وی اجازه رشد اقتصادی را می‌دهد، می‌شدند. موسولینی ظرفیت یک ملت برای رشد اقتصادی را به بزرگی و اندازهٔ قلمرو ربط می‌داد، همچنین از دیدگاه وی مسئلهٔ فقر در ایتالیا تنها با کسب فضای حیاتی لازم حل می‌شد.

هر چند نژادگرایی زیستی (بیولوژیکی) در اندیشهٔ فاشیسم کمتر از ناسیونال سوسیالیسم (نازیسم) اهمیت داشت، اما برای فاشیسم هم درست در بدو آغاز، مفهوم فضای حیاتی(Spazio vitale) دارای بار قویِ نژادگراییِ ناپیدایی بود. موسولینی ادعا نمود که «حقوق طبیعی» ای برای مردمان قویتر وجود دارد تا مردمان «پست‌تر» مانند اسلاوهای بربرگونهٔ یوگسلاوی را به بندگی و تحت تسلط خود بکشانند. در یک سخنرانی در سپتامبر ۱۹۲۰ چنین گفت:
وقتی با نژادی همچون اسلاو _مادون و بربر_ روبرو می‌شویم نباید سیاست هویج بلکه سیاست چماق را دنبال کنیم… ما نبایستی نگران قربانیان جدیدی باشیم… مرز ایتالیا باید از میان گذرگاه برنر، مونته نِوُسو و آلپ دیناری بگذرد… من به شما خواهم گفت که می‌توانیم به راحتی ۵۰۰٬۰۰۰ اسلاو بربری را برای ۵۰٬۰۰۰ ایتالیایی قربانی کنیم…
_بنیتو موسولینی، سخنرانی در پولا، ۲۰ سپتامبر ۱۹۲۰
زمانی که ایتالیا مناطقی که سابقاً در حاکمیت اتریش-مجارستان بودند را از ۱۹۱۸ تا ۱۹۲۰ اشغال نمود، پانصد جامعه اسلاوی (برای مثال جامعه ژیمناست‌های سوکول) و نیز تعدادی کمی کمتر کتابخانه ممنوع شدند، به خصوص پس از قانون در باب انجمن ها(۱۹۲۵)، قانون در باب تظاهرات عمومی(۱۹۲۶) و قانون در باب نظم عمومی(۱۹۲۶)_شامل پلمپ لیسیوم‌های کلاسیک در پاتسین، پلمپ دبیرستان در وولوسکا(۱۹۱۸) و پلمپ ۵۰۰ مدرسه ابتدایی اسلوونیایی و کروات. هزار معلم «اسلاو» نیز به اجبار به ساردینیا و ایتالیای جنوبی کوچانده شدند.
در ادامه همین راه، موسولینی استدلال نمود که ایتالیا محق است سیاستی امپریالیستی در آفریقا را دنبال کند زیرا وی تمامی سیاهان را به مثابه "مادون" سفیدها می‌دید. وی ادعا کرد که جهان به سلسله مراتبی از نژادها منقسم شده است (هر چند این اندیشه‌ها بیشتر بر پایه زمینه‌های فرهنگی توجیه می‌شدند تا بر پایه زمینه‌های زیستی) و این که تاریخ چیزی بیش از یک کشمکش داروینیستی بین نژادهای گوناگون بر سر قدرت و قلمرو نیست. موسولینی نرخ رشد بالا در آفریقا و آسیا را تهدیدی برای نژاد سفید می‌دید و اغلب این پرسش فصیح را ادا می‌کرد که "آیا سیاهان و زردها پشت در هستند؟" و سپس خود پاسخ می‌داد"بله هستند!". موسولینی باور داشت که ایالات متحده سرنوشتی شوم دارد چرا که سیاهان آمریکایی نرخ زاد و ولد بیشتری نسبت به سفیدها داشتند، چیزی که سبب می‌شد سیاهان به طرز اجتناب ناپذیری بر آمریکا مسلط شده و آن را تا حد خود تنزل دهند. این حقیقتِ بس روشن که ایتالیا از کثرت جمعیت رنج می‌بُرد به عنوان اثباتی برای نیروی فرهنگی و روحی ایتالیایی‌ها دیده می‌شد؛ ایتالیایی‌هایی که همچنین محق بودند سرزمین‌هایی که موسولینی بر مبنای علل تاریخی متعلق به ایتالیا می‌دانست را به استعمار خود درآورند؛ یعنی سرزمین‌هایی که میراث امپراتوری روم بودند. در اندیشهٔ موسولینی، جمعیت‌شناسی یک تقدیر (سرنوشت) بود: ملت‌هایی که دارای جمعیت رو به فزونی بودند همان مللِ مقدر به استیلا، اما ملت‌هایی که دارای جمعیت رو به قلت بودند، قدرت‌هایی رو به افول و مستحق مرگ بودند. از این رو، اهمیت ناتالیسم برای موسولینی روشن می‌شود، چرا که تنها با افزایش نرخ زایش، ایتالیا می‌توانست مطمئن شود که آینده اش به عنوان یک قدرت بزرگ که فضای حیاتی اش را به‌دست خواهد آورد، تضمین شده است. بر مبنای محاسبات وی، جمعیت ایتالیا می‌بایست به ۶۰ میلیون نفر افزایش یابد تا ایتالیا قادر به جنگی در مقیاس عظیم گردد_برای همین درخواست مصرانه وی از زنان ایتالیایی این بود که بچه‌های بیشتری داشته باشند تا به رقم مذکور دست یابند.
موسولینی و فاشیست‌ها می‌خواستند که همزمان «انقلابی» و «محافظه کار» باقی بمانند؛ از آنجا که این ایده بسی متفاوت از حال و هوای سیاست آن زمان بود گاهی از آن با عنوان «راه سوم» یاد می‌شود. فاشیست‌ها به‌دست یکی از معتمدین موسولینی به نام دینو گراندی جوخه‌های مسلحی از کهنه سربازان را شکل دادند که پیراهن سیاهان (به ایتالیائی:Squadristi) نامیده شدند؛ با این هدف که نظم را با مشتی آهنین به خیابان‌های ایتالیا بازگردانند. لباس سیاهان با کمونیست‌ها، سوسیالیست‌ها و آنارشیست‌ها در شلوغی جمعیت و هنگامهٔ تظاهرات درافتادند؛ البته تمامی گروه‌های نامبرده نیز خود به جان یکدیگر می‌افتادند. حکومت ایتالیا اما کمتر در کار پیراهن سیاهان خلل ایجاد می‌کرد، تا حدودی بدین دلیل که تهدید احتمالی و هراس همگانی از یک انقلاب کمونیستی کشور را فرا گرفته بود. فاشیست‌ها به سرعت رشد نمودند؛ طرف دو سال آنان خود را در کنگره ای در روم به عنوان حزب ملی فاشیست شکل دادند. در ۱۹۲۱ موسولینی برای اولین بار به مجلس راه یافت. از ۱۹۱۱ تا ۱۹۳۸ موسولینی روابط نامشروعی با مؤلف و آکادمیک یهودی به نام مارگریتا سارفاتی داشت؛ کسی که «مادر یهودی فاشیسم» لقب گرفت.

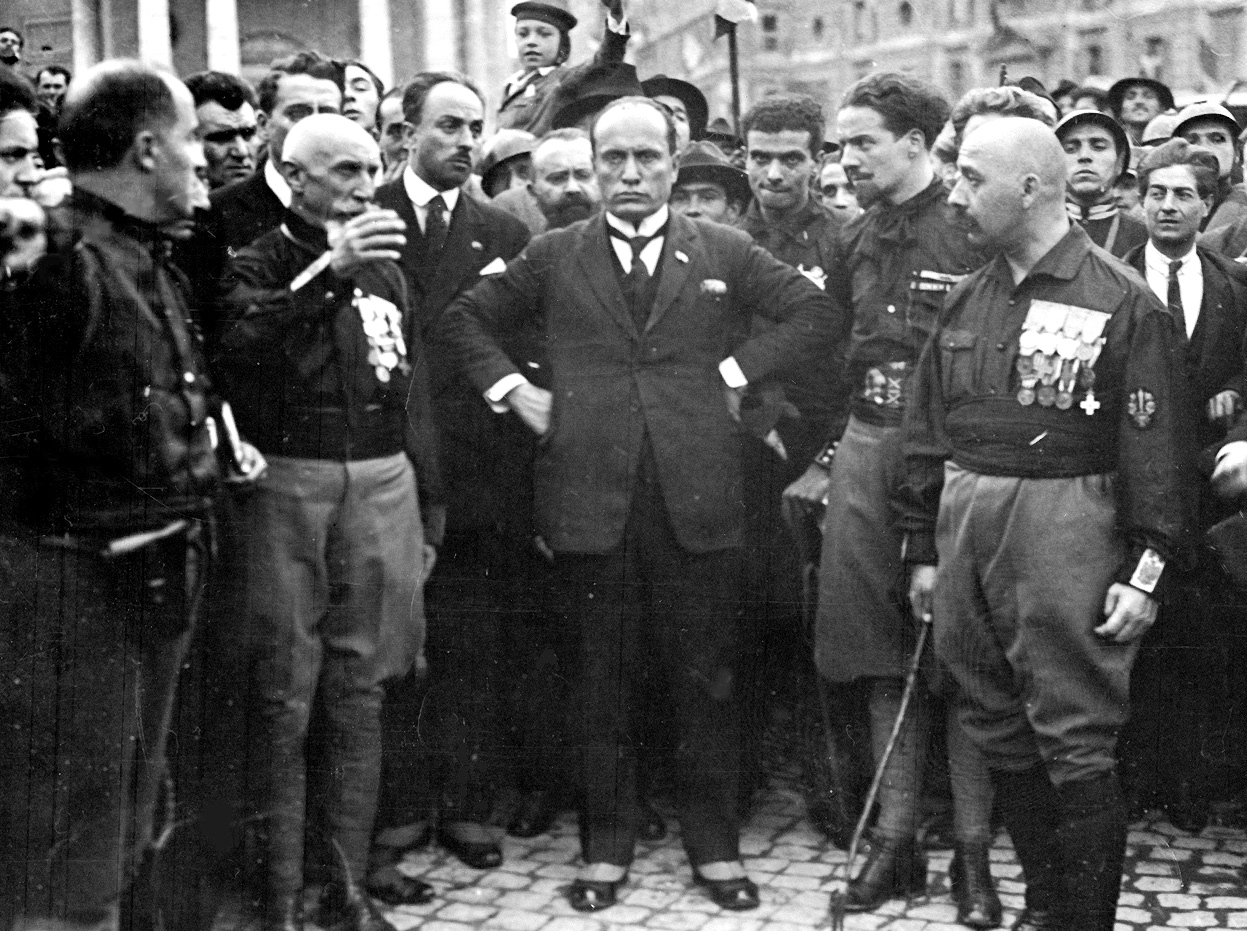
موسولینی در جریان راهپیمایی اکتبر ۱۹۲۲ به سوی رُم؛ از چپ به راست:امیلیو د بونو، موسولینی، ایتالو بالبو و چزاره ماریا دِوِچی.

### راه‌پیمایی به سوی رُم
در شب بین ۲۷ و ۲۸ اکتبر ۱۹۲۲، حدود ۳۰٬۰۰۰ فاشیست پیراهن سیاه در رُم تجمع کردند تا خواستار استعفای نخست‌وزیر لیبرال لوئیجی فاکتا و برگماشتن فاشیست‌ها به حکومت شوند. در صبح ۲۸ اکتبر، پادشاه، کسی که به گفتهٔ آلبرتینه استاتوته صاحب قدرت مافوق نظامی بود، درخواست حکومت برای اعلان حکومت نظامی را رد نمود و فاکتا نیز مستعفی گردید. پادشاه به موسولینی (که در طول مذاکرات در قرارگاه خود در میلان مانده بود) درخواست کرد حکومت جدید تشکیل دهد. این تصمیم بحث‌برانگیز پادشاه از سوی برخی تاریخ نگاران به مثابهٔ تلفیقی از وهم و ترس دانسته شده است؛ موسولینی شیفتهٔ پشتیبانی وسیع از ارتش و نیز نخبگان صاحب صنعت و ملاکین بود، در همان حال پادشاه و حکومت محافظه کارش نگران جنگ داخلی محتمل بوده و نهایتاً پنداشتند که می‌توانند از موسولینی در جهت بازگرداندن نظم و قانون به کشور استفاده کنند؛ اما نتوانستند خطر یک انقلاب توتالیتری را پیش‌بینی کنند.

### انتصاب به عنوان نخست‌وزیر
در قامت نخست‌وزیر، نخستین سال‌های حکومت موسولینی با یک ائتلاف راست‌گرای متشکل از فاشیست‌ها، ناسیونالیست‌ها، لیبرال‌ها و دو کشیش از حزب مردم ایتالیا شناخته می‌شد. در ابتدای حکومت موسولینی، فاشیست‌ها تنها اقلیتی از کابینه وی را تشکیل می‌دادند. هدف داخلی موسولینی در نهایت تأسیس یک حکومت توتالیتر که خودش در رأس آن به عنوان پیشوای معظم (دوچه) قرار داشته باشد، بود؛ پیامی که البته توسط روزنامهٔ فاشیست مردم (به ایتالیایی: Il Popolo) نیز مطرح شده بود، روزنامه ای که حالا به دست برادرش آرنالدو اداره می‌شد. با این هدف، موسولینی برای مدت یک سال، قدرتی دیکتاتوری برای خود کسب کرد که البته بر طبق قانون اساسیِ آن زمان اقدامی قانونی بود. وی با ادغام جوخه جنگ (به ایتالیایی: Fasci di Combatimento که پیشتر ذکر آن رفته بود) در نیروهای مسلح با تأسیس «میلیشیای داوطلب برای امنیت کشور»∗ در ژانویه ۱۹۲۳ و همانی سازی فزایندهٔ حزب با دولت، مشتاق بازپس‌گیری اقتدار عالیهٔ حکومت بود. در اقتصاد سیاسی و اقتصاد سوسیال نیز وی قوانینی را از تصویب گذراند که به سود طبقات صنعتدار و ملاکین بود (واگذاری به بخش خصوصی، آزادسازی اجاره و انحلال اتحادیه‌ها)
در ۱۹۲۳ موسولینی نیروهای ایتالیایی را در طول بحران کورفو به جزیرهٔ کورفو ارسال داشت. در پایان، جامعه ملل ضعف خود را ثابت کرده و یونان وادار به پذیرش خواسته‌های ایتالیا گردید.

### لایحهٔ آچِربو
در ژوئن ۱۹۲۳ حکومت لایحه آچربو را به تصویب رساند∗ که نظام انتخاباتی ایتالیا را به حالت حوزه انتخابیه ملی ساده تغییر داد. این لایحه همچنین دو سوم اکثریت کرسی‌های پارلمان را به حزب یا احزابی که حداقل ۲۵ درصد آراء را کسب کنند، اختصاص می‌داد. این مصوبه در انتخابات ۶ آوریل ۱۹۲۴(آخرین انتخابات آزاد و رقابتی تا سال ۱۹۴۶) اجرا شد. ائتلاف «اتحاد ملی» شامل فاشیست‌ها، بیشتر لیبرال‌های کهنه‌کار و سایرین، ۶۴ درصد آراء را به خود اختصاص دادند.

### خشونت پیراهن سیاهان

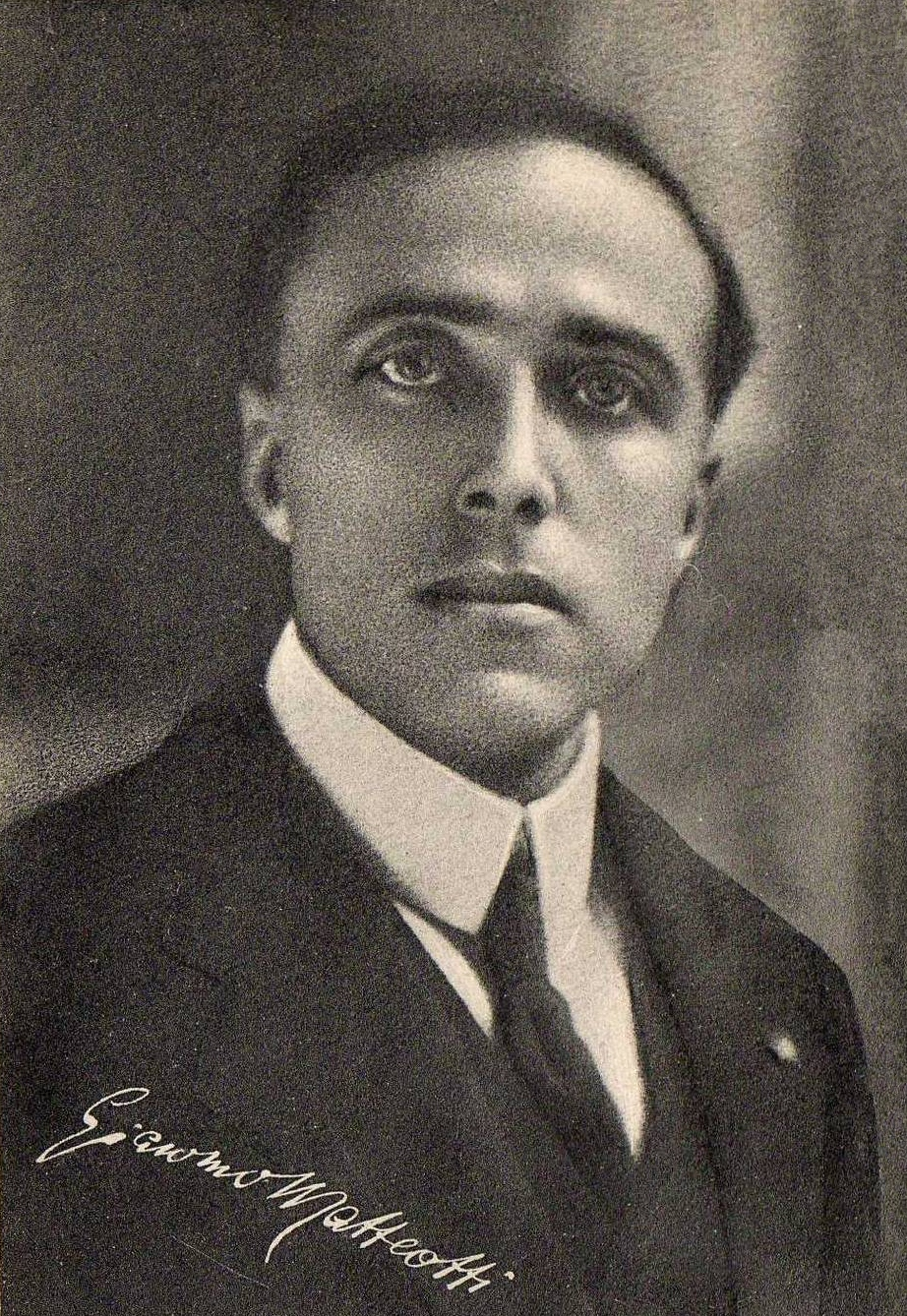
جیاکومو ماتئوتی، رهبر سوسیالیست، تنها چند روز پس از آنکه خشونت و قانون‌شکنی فاشیست‌ها در انتخابات ۱۹۲۴ را آشکاراً محکوم نمود کشته شد.

ترور نماینده سوسیالیست به نام جیاکومو ماتِئوتی که به‌دلیل وجود اقداماتی نامعمول خواستار ابطال انتخابات شده بود، سبب بحرانی موقت در حکومت موسولینی برانگیخت. موسولینی دستور مخفیانه قتل وی را داد، اما شاهدان اتومبیلی که حامل جسد ماتئوتی بود را دیدند که در نزدیکی محل اقامت ماتئوتی پارک کرده بود. آمریگو دومینی مظنون به مرگ وی شناخته شد.
موسولینی بعدها اقرار نمود که معدودی مردِ محکم و با اراده می‌توانستند عقاید عمومی را (به ضرر حکومت وی) تغییر داده و کودتایی به راه اندازند که فاشیسم را نابود کند. دومینی به دو سال زندان محکوم گردید. با آزادی دومینی از زندان، وی عیاناً اتهام زد که موسولینی مسئول قتل ماتئوتی است، برای همین وی چند صباحی بیشتر در زندان ماند.
احزاب مخالف واکنش ضعیفی نشان دادند یا اینکه در مجموع منفعل بودند. شماری از سوسیالیست‌ها، لیبرال‌ها، و میانه‌روها به این امید که پادشاه ویکتور امنوئل سوم را به عزل موسولینی وادار سازند، پارلمان را ضمن واقعه ای که «جدایی آونتین»∗ شهرت یافت، تحریم نمودند.
در ۳۱ دسامبر ۱۹۲۴ کنسول‌های اسکوآدریستی (پیراهن سیاهان) با موسولینی دیدار کرده و به وی اولتیماتومی دادند: مخالفت‌ها را سرکوب نماید یا این که آنان خود شخصاً دست به کار می‌شوند. موسولینی از ترس شورشی که شبه نظامیانِ خودش به راه اندازندْ تصمیم گرفت تمامی مظاهر دموکراسی را از کشورش محو کند. در ۳ ژانویه ۱۹۲۵ موسولینی سخنرانی ای تهدید آمیز ایراد نمود که در آن مسئولیت خشونت‌های پیراهن سیاهان را برعهده گرفت (هر چند به قتل ماتئوتی اشاره ای ننمود). به هر حال وی پیراهن سیاهان را تا ۱۹۲۷ منحل نکرد.

## ایتالیای فاشیستی

### ابتکارات سازمانی
تاریخ‌نگار آلمانی-امریکایی به نام کنراد یارانوش استدلال کرده که موسولینی مسئول یک سری ابتکارات سیاسی یکپارچه ای است که فاشیسم را به نیرویی قدرتمند در اروپا بدل ساخت. اولین ابتکار این بود که وی از وعدهٔ مبهم بازسازی ملی فراتر رفته و ثابت کرد که جنبش [فاشیسم] می‌تواند عملاً قدرت را تصاحب کرده و حکومتی در سراسر یک کشور بزرگ با خط مشی فاشیستی تشکیل دهد. دوم اینکه، جنبش فاشیستی ادعا کرد که نمایندهٔ تمامی جامعهٔ سیاسی کشور است، نه نمایندهٔ یک طبقه مثلاً کارگر یا آریستوکراسی. وی تلاش زیادی برای مشمول کردن عنصر کنارگذاشته شدهٔ کاتولیکی نیز نمود. او نقش‌های اجتماعی مردم را برای بخش‌های اصلی فعالیت‌های اجتماعی تعریف کرد به جای اینکه به آنها اجازه دهد در پشت صحنه (مخفیانه) عمل کند. سوم این که وی یک کیش «تک رهبری» برقرار ساخت که توجه رسانه‌ها و مباحث ملی را بر شخصیت خودش متمرکز نمود. به عنوان یک روزنامه‌نگار سابق، موسولینی مهارت و استادی شگرفی در به‌کارگیری تمامی اشکال رسانه‌های جمعی (از جمله ابداعات جدیدی مثل فیلم و رادیو) از خود نشان داده بود. چهارم، وی عضویت سراسری حزبی به وجود آورد که شامل برنامه‌هایی برای مردان جوان، زنان جوان، و سایر گروه‌هایی که حالا می‌توانستند راحت تر بسیج شده و تحت نظر قرار گیرند، می‌شد. وی تمامی تشکیلات سیاسی و احزاب را از کار انداخت (البته این اقدام به هیچ وجه یک ابتکار نیست). همانند تمامی دیکتاتورها وی آزادانه از تهدید خشونت فراقانونی استفاده کرد تا مخالفان خود را بترساند، مانند خشونت عملی پیراهن سیاهانش در جریان کشته شدن ماتئوتی.

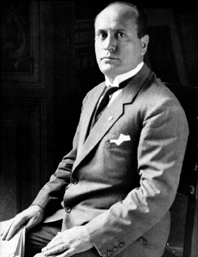
موسولینی در نخستین سال‌های به قدرت رسیدنش.

### حکومت پلیسی
بین ۱۹۲۵ و ۱۹۲۷، موسولینی تقریباً تمامی حد و مرزهای قانونی و قراردادی که ایجاد محدودیت برای قدرتش می‌نمود را برداشت و دولتی پلیسی به وجود آورد. قانونی به نام Christmas Eve law که در ۲۴ دسامبر ۱۹۲۵ از تصویب گذرانده شد، عنوان رسمی موسولینی را از «رئیس شورای وزیران» به «رئیس حکومت» تغییر داد، هرچند در بیشتر منابع خبری غیر ایتالیایی هنوز «نخست‌وزیر» نامیده می‌شد. اکنون دیگر نه در برابر مجلس بلکه تنها در برابر پادشاه پاسخگو بود. هرچند قانون اساسی ایتالیا بیان داشته بود که وزیران تنها به اقتدار عالیه (شاه) پاسخگو بودند، عملاً حکومت کردن برخلاف ارادهٔ مقننه تقریباً غیرممکن شده بود. اما این لایحه به این روند پایان داد و همچنین موسولینی را به تنها شخصی که قادر به دیکته کردن دستور جلسات بود، تبدیل نمود. لایحه Christmas Eve law ساختار حکومت موسولینی را به دیکتاتوری دو فاکتوی قانونی تبدیل کرد. خودمختاری‌های محلی منحل و پودستاهای منصوب از جانب سنای ایتالیا جای شهرداران و شوراهای شهر را گرفتند.
در ۷ آوریل ۱۹۲۶، موسولینی از نخستین تلاش برای ترور که توسط «ویولت گیبسون»، خانمی ایرلندی که دختر لُرد آشبورن بود، جان سالم به در برد؛ وی پس از دستگیری به کشور خود دیپورت گردید. در ۳۱ اکتبر ۱۹۲۶ پسری ۱۵ ساله به نام آنتئو زامبونی کوشید وی را در بولونیا با گلوله بکشد. زامبونی در همان مکان لینچ گردید. موسولینی همچنین از تلاش ترور ناکام دیگری در رم نیز نجات یافت که توسط آنارشیست گینو لوکتی انجام شده بود و نیز طرحی دیگری که در ۱۹۳۱ توسط میکِله شیرو ریخته شده بود خنثی گردید تا شیرو دستگیر و اعدام گردد.

در پی تلاش ترور زامبونی تمامی احزاب دیگر غیرقانونی شدند، هرچند ایتالیا از ۱۹۲۵ عملاً حالت کشوری تک حزبی به خود گرفته بود (چه با سخنرانی ژانویهٔ وی در مجلس چه با لایحه Christmas Eve law در پایان این سال). در همان سال یک قانون انتخاباتی، انتخابات پارلمانی را ابطال نمود و به جای آن شورای عالی فاشیسم لیستی ساده از کاندیداها را برمی‌گزید تا با همه‌پرسی تأیید شوند. شورای عالی فاشیسم به عنوان یک بدنه سازمانی از پنج سال قبل ایجاد شده بود اما اکنون رسمیت یافته و بالاترین اقتدار قانون اساسی در حکومت شده بود. بر روی کاغذ، شورای عالی قدرت داشت عزل موسولینی از ریاست را توصیه کند و بنابراین از لحاظ نظری تنها مانع بر سر قدرت وی بود. به هر حال موسولینی می‌توانست شورای عالی فاشیسم را فرابخواند و دستور جلساتش را تعیین کند. برای اعمال کنترل بر جنوب کشور به ویژه سیسیل، وی چزاره موری را با مأموریت نابود کردن باند مافیا به هر قیمت، به عنوان بخشدار شهر پالرمو برگزید. ضمن تلگرامی، موسولینی به موری نوشت: 
مأموریت شما دارای اختیار تام است؛ اقتدار دولت باید مطلقاً_ تکرار می‌کنم مطلقاً_ در سیسیل مجدداً برقرار گردد. اگر قوانینی دست و پای شما را می‌بندند، مشکلی نیست چرا که خودمان قوانین جدیدی خواهیم نوشت. 
موری در اعمال محاصره بر شهرها تردیدی به خود راه نداد، و زنان و کودکان را به عنوان گروگان مورد بهره‌برداری قرار می‌داد تا بلکه مظنونان را وادار به تسلیم نماید. این شیوه‌های خشونت‌آمیز لقب «بخشدار آهنین» را برای او به ارمغان آوردند. در ۱۹۲۷ تحقیقات موری شواهدی از دسیسه و توطئه بین مافیا و فاشیست‌ها به دست داد، و وی در ۱۹۲۹ از خدمت اخراج گردید، در همان زمان شمار کشتگان در استان پالرمو از ۲۰۰ تن به ۲۳ تن کاهش یافته بود. موسولینی موری را به عنوان سناتور برگزید و پروپاگاندای فاشیستی ادعا نمود که مافیا در هم شکسته شده است.

### آرام سازی لیبی
در ۱۹۱۹ حکومت وقت ایتالیا یک سری اصلاحات لیبرال در لیبی انجام داد که آموزش به زبان عربی و بربری را مجاز نموده و همچنین به اهالی لیبی شانس کسب شهروندی ایتالیا را داد. جوزپه ولپی که در ۱۹۲۱ فرماندار ایتالیایی لیبی شده بود، توسط موسولینی در سمت خود ابقا و از تمامی اقدامات و تدابیری که [پیش از حکومت فاشیستی] سبب برابری ایتالیایی‌ها و لیبیایی‌ها می‌شد، تخطی نمود. سیاست مصادره زمین از اهالی لیبی و واگذاری آنان به استعمارگران ایتالیایی نیرویی تازه در مقاومت لیبیایی‌ها به رهبری عمر مختار دمید، و در سراسر «آرام سازی لیبی»، رژیم فاشیستی نبردی شبیه کشتار دسته جمعی به راه انداخت تا اهالی لیبی را تا حد امکان سر به نیست کند. در ۱۹۳۱ حدود نصف جمعیت سیرنائیک در ۱۵ اردوگاه دسته جمعی جا داده شدند و در همان زمان نیروی هوایی سلطنتی ایتالیا حملات شیمیایی بر ضد بادیه نشینان (بدویان) انجام داد. در ۲۰ ژوئن ۱۹۳۰، مارشال پیترو بادولیو به ژنرال رودولفو گراتزیانی نوشت: 
به عنوان استراتژی کلی، لازم است جداسازی قابل توجه و روشنی بین جمعیت تحت کنترل و تشکیلات شورشی ایجاد کنیم. بنده اهمیت و جدیت چنین تدبیری را کتمان نمی‌کنم، [تدبیری] که البته ممکن است به معنای ویرانی جمعیت تحت کنترل باشد… اکنون که روال کار به ثبات رسیده است، ما باید غائله را به پایان رسانیم حتی اگر به قیمت نابودی تمامی جمعیت سیرنائیک باشد. 
در ۳ ژانویه ۱۹۳۳ موسولینی به دیپلماتی به نام بارون پوپمئو آلویسی گفت که فرانسویان در تونس با مجاز کردن عمل آمیزش بین خود و تونسیان مرتکب "اشتباهی دهشت بار" شده‌اند؛[تصمیمی] که بر طبق پیش‌بینی وی فرانسویان را به ملتی مملو از "نیمه نژادان یا نیمه خالصها∗ " تنزل می‌دهد، وی برای جلوگیری از حادثه مشابهی برای ایتالیایی‌ها به مارشال بادولیو دستورهایی داد که بر مبنای آنها در لیبی اختلاط نژادی∗ یک جرم محسوب شود.

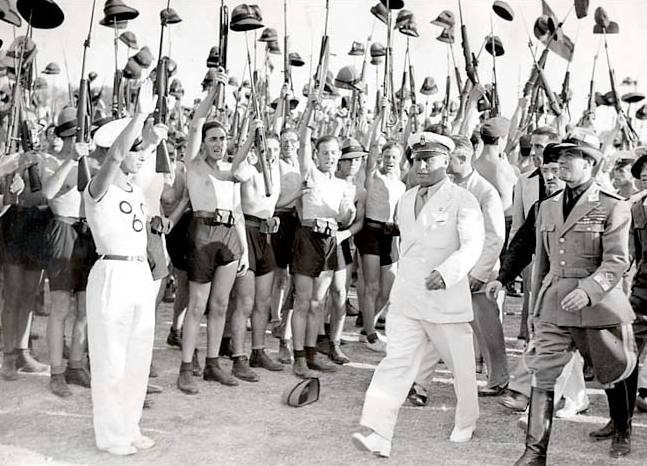
با جوانان پیراهن سیاهان فاشیست.

### پروپاگاندا و کیش شخصیت
بزرگ‌ترین اولویت موسولینی به اسارت کشاندن ذهن مردم ایتالیا با بهره‌گیری از پروپاگاندا بود. رژیم نوعی کیش شخصیت مبالغه‌آمیز که بر شخصیت موسولینی متمرکز بود را تشویق می‌کرد. وی تظاهر می‌کرد که تجسم‌یافتهٔ ابرانسانِ نیچه است، و زیبایی‌شناسی مرد سالارانهای را تبلیغ می‌کرد که ویژگی‌هایی تقریباً خدایی به وی نسبت می‌داد. پس از ۱۹۲۲ وی بارها شخصاً وزارت‌های داخله، خارجه، مستعمرات، دفاع و امورات عمومی را اداره نمود. گاهی نیز هفت دپارتمان را همزمان اداره کرد و در همان حال سمت نخست‌وزیری را نیز متصدی بود. وی همچنین مقام ارشد حزب فاشیست و شبه‌نظامیان مسلح فاشیستی (MVSN یا پیراهن‌سیاهان) بود، سازمانی که مخالفت‌ها و مقاومت‌های اولیه در شهرها و استان‌ها را با ارعاب و وحشت در نطفه خفه می‌کرد. وی بعدها OVRA را نیز شکل داد، پلیس مخفی‌ای سازمان‌یافته که از حمایت رسمی دولت برخوردار بود. از همین راه بود که وی موفق شد قدرت را در پنجه خود حفظ نموده و از ظهور هرگونه حریفی جلوگیری کند.
موسولینی همچنین خود را به عنوان ورزشکاری دلیر و موسیقی دانی ماهر به تصویر کشاند. تمامی معلمان مدارس و استادان دانشگاه ناچار بودند سوگند دفاع از رژیم فاشیستی ادا کنند. دبیران روزنامه‌ها همگی شخصاً توسط وی منصوب شده و تنها آنانی که دارای تأییدیه رسمی از حزب فاشیست بودند می‌توانستند به روزنامه‌نگاری بپردازند. این تأییدیه‌ها مخفیانه صادر می‌شدند؛ موسولینی همچنین ماهرانه کلمهٔ توهم آمیز «جراید آزاد» را ابداع کرد. اتحادیه‌های تجاری هم از هرگونه استقلال بی بهره بوده و در نظامی موسوم به «سیستم کورپوراتیستی» یکپارچه شده بودند. هدفی که هیچگاه کاملاً بدان نایل نشدند این بود که تمامی ایتالیاییان را در سازمان‌های گوناگون حرفه ای، و تحت کنترل مخفی حکومتی جای دهند.
میزان زیادی پول نیز خرج پروژه‌های عمومی مشهود و نیز پرستیژ بین‌المللی شدند. این‌ها عبارت بودند از: کشتی اقیانوس‌پیمای اس‌اس رکس ریباند آبی∗ ثبت رکوردهای هوانوردی با سریع‌ترین هواپیمای آب‌نشین به نام Macchi M.C.72، و هوانوردی فراتر از اقیانوس اطلس با قایق پرنده که توسط ایتالو بالبو انجام گرفت؛ فرود بالبو در شیکاگو در ۱۹۳۳ با تحسین و غوغای جمعیت آنجا همراه بود.∗اصول دکترین فاشیسم در مقاله ای توسط فیلسوف برجسته جووانی جنتیله و خود موسولینی بیان و در ۱۹۳۲ در دانش نامهٔ ایتالیایی(Enciclopedia Italiana) ابراز شد. موسولینی همواره خود را به عنوان یک روشنفکر به تصویر می‌کشاند، و برخی تاریخ نگاران نیز در این باره توافق دارند. گونتر وی را «مشخصاً تحصیل کرده‌ترین و بافرهنگ ترینِ تمامی دیکتاتورها» خوانده است، و تنها رهبر ملی ۱۹۴۰ که یک روشنفکر بود. تاریخ‌نگار آلمانی ارنست نولته گفته «تسلط وی بر فلسفه و ادبیات سیاسی معاصر تقریباً به اندازهٔ تسلط دیگر رهبران سیاسی اروپایی معاصر بوده است.»

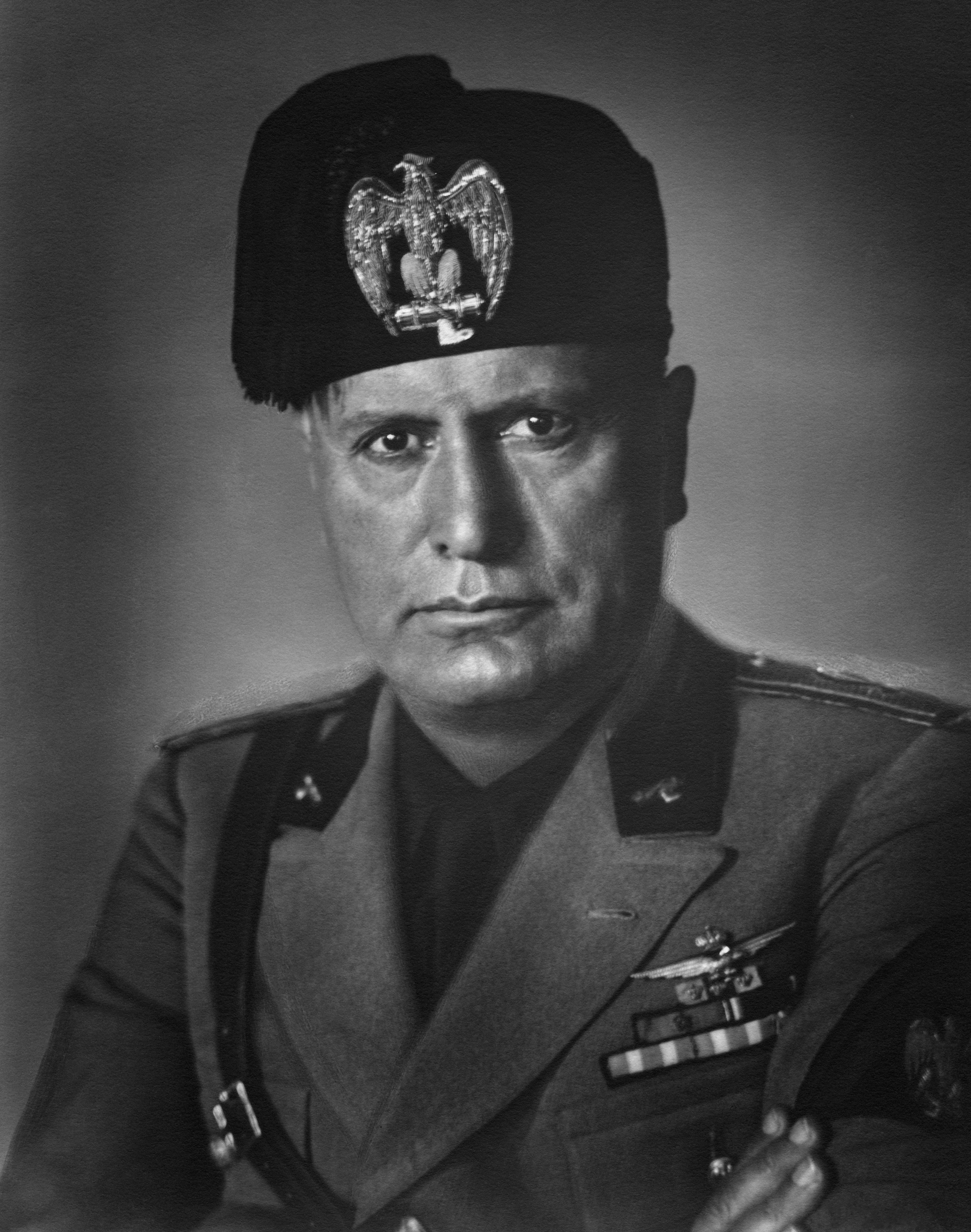
پرتره وی در ۱۹۳۰. وی از ۱۹۲۵ خود را «دوچه» به معنای پیشوا یا رهبر نامید.

### فرهنگ
ناسیونالیست‌های ایتالیایی پس از جنگ اول جهانی خود را درگیر کشمکش با نهادهای لیبرالی مسلطی که توسط کابینه‌های سابق_به خصوص کابینهٔ جووانی جولیتی که بانی مدارس سنتی بود_ می‌دیدند. فوتوریسم، جنبش فرهنگی انقلابی ای که بعدها همیار فاشیسم شد، حامی «مکتبی برای رادمردی و میهن‌پرستی» بود که توسط فیلیپو تومازو مارینتی در ۱۹۱۹ مطرح شد. وی تمسخر و تحقیر خود نسبت به «یونان باستان و دوران لاتینی که اکنون مربوط به ماقبل تاریخ و دوران غارنشینی هستند» ابراز می‌داشت. نخستین پایه‌های جوانان فاشیستی با عنوان Avanguardia Giovanille Fascista (پیشگامان جوان فاشیست) در ۱۹۱۹ و Gruppi Universitari Fascisti (گروه‌های دانشگاهی فاشیست) در ۱۹۲۲ نیز تشکیل شدند. پس از راهپیمایی به سوی رُم در ۱۹۲۲ که موسولینی را به نخست‌وزیری رساند، فاشیست‌ها شیوه‌های سیاسی کردن جامعه ایتالیا را با تأکید بر آموزش و پرورش مطمح نظر قرار دادند. موسولینی مسئولیت «بازسازماندهی جوانان از لحاظ بدنی و اخلاقی» را به سرباز سابق و قائم مقام-دبیر آموزش و پرورش به نام رناتو ریچی سپرد. ریچی از رابرت بِیدِن-پاول یعنی بانی سازمان‌های پیشاهنگی الهام گرفت و ملاقاتی نیز با وی در انگلستان داشت و همین‌طور با هنرمندان باوهاوس در آلمان. Opera Nazionale Balilla(اپرای ملی بالیلا∗) نیز با فرمان ۳ آوریل ۱۹۲۶ موسولینی ایجاد شد، و تا ۱۹۳۷ توسط ریچی اداره شد. این سازمان کودکان و نوجوانان ۸ تا ۱۸ ساله را در بر می‌گرفت. به گفته خود موسولینی: «آموزش فاشیستی حاوی عنصر اخلاقی، جسمی، اجتماعی و نظامی است؛ و هدف خود را بر آفرینش یک انسان توسعه یافتهٔ کامل می‌نهد،[یعنی] فاشیستی منطبق با دیدگاه‌های ما.» موسولینی این فرایند [شستشوی مغزی] را در دوران عاطفی کودکی مد نظر داشت: «دوران کودکی و بلوغ یکی هستند… نمی‌توانند تنها با مفاهیم، تئوری‌ها و آموزش‌های انتزاعی تغذیه شوند. حقیقتی که ما می‌خواهیم در مغزشان فروکنیم باید در درجه نخست فانتزی آنها، قلب آنها و ذهن آنان را مجذوب سازد.»
«ارزشهای آموزشیِ مبتنی بر اقدام و عمل» بر این هدف بودند که جای رویکردهای پذیرفته شده جامعه را بگیرند. فاشیسم با نسخهٔ پیش پا افتادهٔ ایدئالیسم یعنی خردگرایی سر ستیز داشت و می‌خواست با تحمیل کار جمعی و سلسه مراتب از طریق آموزش‌های «اپرای ملی بالیلا» سنتهای [کهنه] آموزشی را دور بزند؛ همانگونه که می‌خواست کیش شخصیت موسولینی را نیز تبلیغ و تحمیل کند.
از دیگر عناصر مهم سیاست فرهنگی فاشیسم را می‌توان کلیسای کاتولیک دانست. در ۱۹۲۹ یک کنکوردا با واتیکان امضاء گردید و به دهه‌ها نزاع و کشمکش بین دولت ایتالیا و پاپ خاتمه داد؛ نزاعی که تاریخ آن به غصب سرزمین‌های پاپ∗ توسط دودمان ساوی در طول وحدت ایتالیا در ۱۸۷۰ بر می‌گردد. معاهدات لاتران نیز که بدان وسیله دولت ایتالیا در نهایت توسط کلیسای کاتولیک رومی را به رسمیت شناخت و در مقابل استقلال شهر واتیکان نیز توسط دولت ایتالیا به رسمیت شناخته شد، چنان از سوی دستگاه کشیشی مورد تقدیر قرار گرفتند که پاپ پیوس یازدهم موسولینی را «مردی از جنس تقدیر و مشیت» خواند. معاهده ۱۹۲۹ حاوی بند قانونی ای نیز بود که به موجب آن حکومت ایتالیا از غرور و عزت پاپ با تحت پیگرد قرار دادن خاطیان (هتک‌حرمت‌کنندگان) دفاع می‌کرد. در ۱۹۲۷ موسولینی توسط یک کشیش کاتولیک رومی غسل تعمید مجدد داده شد. پس از ۱۹۲۹ دوچه با دکترین‌های ضدکمونیستی‌اش، بسیاری از کاتولیک‌ها را برای پشتیبانی عملی از خود متقاعد ساخت.

### سیاست خارجی
در سیاست خارجی، موسولینی عمل‌گرا و فرصت طلب بود. در مرکز بینش وی، رؤیای تشکیل یک امپراتوری رومی در آفریقا و بالکان وجود داشت؛ و با توسل به "پیروزی نابود شدهٔ ∗" ایتالیا در ۱۹۱۸ توسط دموکراسی‌های کثرت گرای بریتانیا و فرانسه که به پیمان لندن (۱۹۱۵) خیانت نمودند، نیز این رؤیا را توجیه می‌کردند؛ بریتانیا و فرانسه ای که "حق طبیعی" ایتالیا برای کسب تفوق در حوضه مدیترانه را غصب کرده بودند. به هر روی، در دهه ۱۹۲۰ با توجه به ضعف آلمان، مسائل و مشکلات بازسازی اروپا و غرامتی که آلمان می‌بایست به فرانسه می‌پرداخت، اوضاع اروپا به حدی نامطلوب بود که نمی‌شد از رویکرد اصلاح طلبی روشنی نسبت به پیمان ورسای جانبداری کرد. در دهه ۱۹۲۰، سیاست خارجی ایتالیا بر ایدهٔ سنتی "میانگی∗" ایتالیا نسبت به تمامی قدرتها مبتنی بود؛ هدف از این سیاست این بود که ایتالیا "وزنی تعیین کننده" اعمال کند، وزنی که با آن هر قدرت اروپایی ای که ایتالیا وی را برای اتحاد برمی‌گزید، قطعاً باعث برهم خوردن توازن قدرت در اروپا می‌شد و این اتحاد می‌بایستی به قیمت حمایت از جاه طلبی‌های ایتالیا در اروپا و آفریقا باشد. در این دوره، از آنجا که جمعیت‌شناسی برای موسولینی یک تقدیر بود، وی سیاست‌های تولدگرایانه سرسختی را طراحی کرد تا نرخ زاد و ولد را افزایش دهد؛ برای مثال در ۱۹۲۴ حمایت یا دادن اطلاعات در مورد راه‌های پیشگیری از بارداری یک جرم تلقی گردید و در ۱۹۲۶ به هر زن ایتالیایی دستور داده شد تعداد فرزندانی که مایل به زائیدن آنان بودند را دوبرابر نمایند. برای موسولینی، جمعیت فعلی ۴۰ میلیونی ایتالیا برای جنگیدن در یک جنگ بزرگ ناکافی بود و وی نیاز داشت جمعیت را به حداقل ۶۰ میلیون نفر برساند پیش از اینکه برای جنگ آماده شود.
در سال‌های ابتدایی به قدرت رسیدنش، موسولینی در حد و قامت یک سیاستمدار عملگرا (پراگماتیک) عمل نمود، می‌کوشید امتیازاتی کسب کند اما هیچگاه ریسک جنگ با بریتانیا و فرانسه را نپذیرفت. تنها استثناء بمباران و اشغال کورفو در طول بحران موسوم به بحران کورفو در ۱۹۲۳ بود که چند پرسنل نظامی ایتالیایی که از سوی جامعه ملل مأمور حل اختلاف مرزی بین یونان و آلبانی شدند توسط راهزنان ترور گشتند؛ ملیت راهزنان تا کنون پوشیده مانده است. در طول بحران کورفو، موسولینی آماده شده بود که به جنگ با بریتانیا و فرانسه برود، و تنها التماس‌های جانانه فرمانده نیروی دریایی ایتالیا_کسی که استدلال کرد نیروی دریایی ایتالیا با نیروی دریایی سلطنتی بریتانیا برابری نمی‌کند_ بود که دوچه را قانع ساخت راه حل دیپلماتیک را بپذیرد. در سخنرانی ای سِری با فرماندهان نظامی ایتالیا در ژانویه ۱۹۲۵، موسولینی استدلال نمود که ایتالیا نیازمند کسب فضای حیاتی(Spazio Vitale) است و هدف نهایی وی منضم ساختن «دو ساحل مدیترانه و اقیانوس هند به یک قلمرو واحد ایتالیایی است». با توجه به اهمیتی که وی به جمعیت‌شناسی می‌داد، رهبر فاشیست ایتالیا همچنان بر اینکه ایتالیا فعلاً فاقد نیروی انسانی کافی برای پیروزی در یک جنگ بزرگ مقابل بریتانیا و فرانسه است و اینکه هنگامهٔ جنگ در میانهٔ دهه ۱۹۳۰ فرا خواهد رسید پافشاری می‌کرد؛ وی محاسبه کرده بود که نرخ زاد و ولد بالای ایتالیا نهایتاً نیروی لازم برای پیروزی در جنگ را تأمین خواهد کرد. متعاقباً موسولینی در پیمان لوکارنو در ۱۹۲۵ شرکت نمود، معاهده ای که مرزهای غربی آلمان که در ۱۹۱۹ پی ریخته شده بودند را تثبیت و تضمین می‌کرد. در ۱۹۲۹ موسولینی به ستاد کل ارتش خود دستور داد برای تهاجم به یوگسلاوی و فرانسه طرح‌ریزی کند. در ژوئیه ۱۹۳۲ وی نامه ای به وزیر دفاع آلمان کورت فن اشلایخر نگاشت که در آن یک اتحادِ ضد فرانسویِ ایتالیایی_آلمانی را پیشنهاد نمود؛ پیشنهادی که اشلایخر به آن واکنش مطلوبی داد اما بدین شرط که آلمان ابتدا نیازمند تسلیح مجدد است. در پایان ۱۹۳۲ و ابتدای ۱۹۳۳ موسولینی طرحی کشید تا یورشی غافلگیر کننده بر ضد فرانسه و یوگسلاوی که در اوت ۱۹۳۳ انجام می‌گرفت، اجرا کند. جنگِ طراحی شدهٔ موسولینی در ۱۹۳۳ تنها پس از این که اطلاع یافت آژانس جاسوسی نظامی خارجی فرانسه کدهای نظامی ایتالیاییان را شکسته و در نتیجه از نقشهٔ حمله غافلگیر کنندهٔ آنها آگاه شده است و فرانسویان خود را برای مقابله با حمله آماده ساخته‌اند، ملغی گردید.
پس از به قدرت رسیدن آدولف هیتلر و تهدید علایق ایتالیا در اتریش و حوضه دانوب، موسولینی پیمان چهار قدرت را با بریتانیا، فرانسه و آلمان در ۱۹۳۳ شکل داد. وقتی صدراعظم فاشیست اتریش به نام انگلبرت دلفوس با قدرت دیکتاتوری اش در ۲۵ ژوئیه ۱۹۳۴ توسط ناسیونال سوسیالیست‌ها ترور گردید، موسولینی حتی آلمان را در صورت یورش به اتریش به جنگ تهدید نمود. موسولینی برای مدتی نسبت به هر تلاش آلمان برای آنشلوس واکنش نشان می‌داد و جبهه موقتی استرسا را در ۱۹۳۵ در تقابل با آلمان شکل داد.
پس از بحران حبشه در ۳۶_۱۹۳۵ که در پی حوادث مرزی بر سر حدود مرزی مبهمِ سومالیِ ایتالیا و اتیوپی رخ داد، جنگ دوم ایتالیا-اتیوپی به وقوع پیوست؛ شایان ذکر است که موسولینی در دوران جوانی اش به علت محکوم کردن جنگ ایتالیا و عثمانی(۱۹۱۲_۱۹۱۱) که آن را یک «هذیان خمر ناسیونالیستی» و «یک جنگ بدشگون برای اشغال» نامیده بود، دستگیرشده بود. تاریخ نگاران هنوز در مورد علل یورش ایتالیا به اتیوپی در ۱۹۳۵ توافق ندارند. برخی تاریخ نگاران ایتالیایی از جمله فرانکو کاتالانو و جورجو روکات استدلال می‌کنند که این تهاجم اقدامی سوسیال امپریالیستی بود، آنان عقیده دارند که رکود بزرگ عمیقاً به پرستیژ موسولینی آسیب زد و برای همین وی نیازمند جنگی خارجی بود که افکار عمومی را از مشکلات اقتصادی منحرف نماید. باقی تاریخ نگاران از جمله پیِترو پاستورِلی استدلال کرده‌اند که این تجاوز به عنوان بخشی از یک برنامه گسترش طلبانه با هدف تبدیل ایتالیا به قدرت مرکزی در دریای سرخ و خاورمیانه انجام گرفت. تاریخ‌نگار آمریکایی مک گرگور ناکس با ارائه تفسیر میانهٔ سومی می‌گوید که این جنگ به خاطر هر دوی علل خارجی و داخلی به وقوع پیوست؛ هم بخشی از برنامه‌های گسترش طلبانهٔ بزرگ_مقیاسِ موسولینی در عرصه خارجی بودند و هم هدفشان این بود که به دوچه یک پیروزی بزرگ سیاست خارجی بدهند که وی بتواند در عرصه داخلی نظام فاشیستی را در یک مسیر رادیکال تر به پیش ببرد. نیروهای ایتالیایی در این جنگ بسی از نیروهای حبشی نیرومندتر بودند، به ویژه در هوا، و به زودی به پیروزی نائل شدند. وقتی قوای ایتالیا وارد پایتخت(آدیس آبابا) شدند تا تشکیل امپراتوری ایتالیا را در مه ۱۹۳۶ و اتیوپی را بخشی از آفریقای شرقی ایتالیایی اعلام کنند، امپراتور هایله سلاسی وادار شد از کشور بگریزد.
موسولینی تحریم‌های اقتصادی جامعه ملل علیه ایتالیا که به ابتکار پاریس و لندن اعمال شده بودند را به دیدهٔ تحقیر نگریست زیرا خیالش بابت آزادی عملی که نخست‌وزیر فرانسه پیر لاوال به وی داده راحت بود و از سویی اطمینان داشت بریتانیا و فرانسه به خاطر مخالفتش با رویکرد اصلاح طلبانهٔ هیتلر نسبت به جبههٔ استرزا با وی تساهل و مدارا می‌کنند. از دیدگاه موسولینی، این تحریم‌ها اقدامی ریاکارانه بودند که توسط امپراتوری‌های در حال زوال اعمال شدند تا مانع توسعهٔ طبیعی کشورهای جوانتر و فقیرتری مانند ایتالیا شوند. اما حقیقت این بود که هر چند فرانسه و بریتانیا قسمت‌هایی از آفریقا را مستعمره خود ساخته بودند تقسیم آفریقا در بدو قرن بیستم به پایان رسیده و این ایتالیا بود که از قافله جامانده بود. اوضاع بین‌المللی اکنون به گونه ای بود که با توسعهٔ مستعمراتی مخالفت می‌شد برای همین اقدامات ایتالیا محکوم شدند. افزون بر این، ایتالیا به خاطر فرمان موسولینی مبنی بر استفاده از گاز خردل و فسژن در برابر حبشی‌ها و رویکرد عدم تساهلی که در برابر چریک‌های حبشی داشت، مورد انتقاد [بین‌المللی] قرار گرفت. بین ۱۹۳۶ تا ۱۹۴۱ در طول عملیات «آرام سازی» اتیوپی، نیروهای ایتالیایی صدها هزار نفر از اتیوپیایی‌های غیرنظامی را کشتند و تخمین زده شده است که حدود %۷ کل جمعیت اتیوپی را به قتل رسانده‌اند. موسولینی به مارشال رودولفو گراتزیانی دستور داد «یک سیاست ترور و انهدام در برابر شورشیان و جمعیت همدست آنها را به صورت نظام مند به کار ببندید. بدون سیاست دَه چشم به یک، ما نمی‌توانیم این زخم را به موقع ترمیم نمائیم».
موسولینی در راستای «انهدام تدریجی» جمعیت اتیوپی شخصاً به گراتزیانی دستور داد که تمامی جمعیت مذکر بالای ۱۸ سال در یک شهر را قتل‌عام نماید و در منطقه ای دیگر نیز دستور داد که «اسیران، همدستان شان و عناصر نامطمئن باید اعدام گردند». با باور به اینکه کلیسای ارتدکس شرقی اتیوپیایی‌ها را به مقامت تشویق می‌نمود، موسولینی فرمان داد که کشیشان و راهبان ارتدکس به جرم حملات خرابکارانه مشمول مجازات گردند. موسولینی قانون ۸۸۰ را اجرایی ساخت که به موجب آن اختلاط و آمیزش با اتیوپیایی‌ها جرمی با مجازات پنج سال حبس محسوب می‌شد زیرا دوچه با قطعیت نشان داده بود که تحت هیچ شرایطی نمی‌خواهد سربازان و کارمندانش که در اتیوپی مشغول خدمت هستند، آمیزشی با زنان اتیوپیایی داشته باشند زیرا اینکار باعث می‌شد مردانش بیرحمی کمتری در کشتار اتیوپیایی‌ها به خرج بدهند. موسولینی حامی سیاست قساوت نسبت به آنان بود، آنهم تا حدودی به خاطر اعتقادش به اینکه اتیوپیایی‌ها یک ملت نیستند چرا که مردمان سیاه به قدری کودن هستند که حس ناسیونالیستی نداشته باشند و بنابراین چریک‌ها «راهزنانی» بیش نبودند. دلیل دیگر قساوتش این بود که وی در حال نقشه کشیدن برای کشاندن میلیون‌ها استعمارگر ایتالیایی به اتیوپی بود و احتیاج داشت شمار زیادی از اتیوپیایی‌ها را قتل‌عام کند تا فضای خالی برای استعمارگران ایتالیایی باز شود؛ همان‌طور که در لیبی اینکار را کرده بود.
تحریم‌های جامعه ملل علیه ایتالیا بهانه ای برای وی شدند تا با آلمان نازی متحد گردد. در ژانویه ۱۹۳۶ موسولینی به سفیر آلمان اولریش فون هاسل گفت که: «اگر اتریش قرار است به یکی از اقمار آلمان تبدیل گردد، باکی نیست». با به رسمیت شناختن اتریش به عنوان فضای نفوذ آلمان، موسولینی مشکل اساسی در روابط آلمان_ایتالیا را از میان برداشت. در ۱۱ ژوئیه ۱۹۳۶ یک معاهده اتریشی_آلمانی امضاء گردید که بر طبق آن اتریش خود را یک «دولت آلمانی» اعلام می‌کرد که سیاست خارجی اش را با برلین منطبق می‌ساخت، و به طرفداران اتریشی نازیسم نیز اجازه می‌داد وارد کابینه اتریش شوند. موسولینی فشاری شدید بر صدراعظم اتریش کورت شوشنیگ وارد کرد تا وی را به امضای معاهده ای وادار کند که روابط خود با هیتلر را بهبود دهد. پس از اینکه تحریم‌ها علیه ایتالیا در ژوئیه ۱۹۳۶ پایان یافتند، فرانسویان سخت کوشیدند جبهه استرزا را زنده کنند، اقدامی که سولیوان آن را «تصمیمی نسبتاً تمسخر آمیز برای نگه داشتن ایتالیا به عنوان یک متحد» توصیف کرده است. در ژانویه ۱۹۳۷ بریتانیا با موسولینی توافق شفاهی کرد که مداخلات ایتالیا در جنگ داخلی اسپانیا را محدود نماید؛ اقدامی که از نگاه وزارت خارجه بریتانیا به منزلهٔ نخستین قدم در راه ایجاد یک اتحاد آنگلو_ایتالیایی (اتحاد انگلیسی_ایتالیایی) محسوب می‌شد. در آوریل ۱۹۳۸ بریتانیا و ایتالیا «توافق عید پاک» را امضاء نمودند که بر طبق آن بریتانیا وعده داد اتیوپی را به عنوان یک مستعمره ایتالیایی به رسمیت شناخته و در عوض ایتالیا خود را از جنگ داخلی اسپانیا بیرون بکشد. وزارت خارجه بریتانیا پی برد که این جنگ داخلی اسپانیا است که رم و برلین را به یکدیگر نزدیک می‌کند و عقیده داشت اگر موسولینی راضی شود که از مداخله در اسپانیا بیرون بکشد، آنگاه به جبهه متفقین بازمی‌گردد. برای خارج کردن موسولینی از اسپانیا، بریتانیا حاضر بود هزینه‌هایی بپردازد از جمله به رسمیت شناختن ویکتور امانوئل سوم به عنوان امپراتور اتیوپی. تاریخ‌نگار آمریکایی به نام باری سولیوان نوشته است که هر دوی بریتانیایی‌ها و فرانسویان بسیار مایل به نزدیکی با ایتالیا بودند تا آثار مخرب تحریم‌های جامعه ملل را محو نمایند، و اینکه «موسولینی خودش اتحاد با هیتلر را گزینش کرد، به جای اینکه وادار شده باشد…»

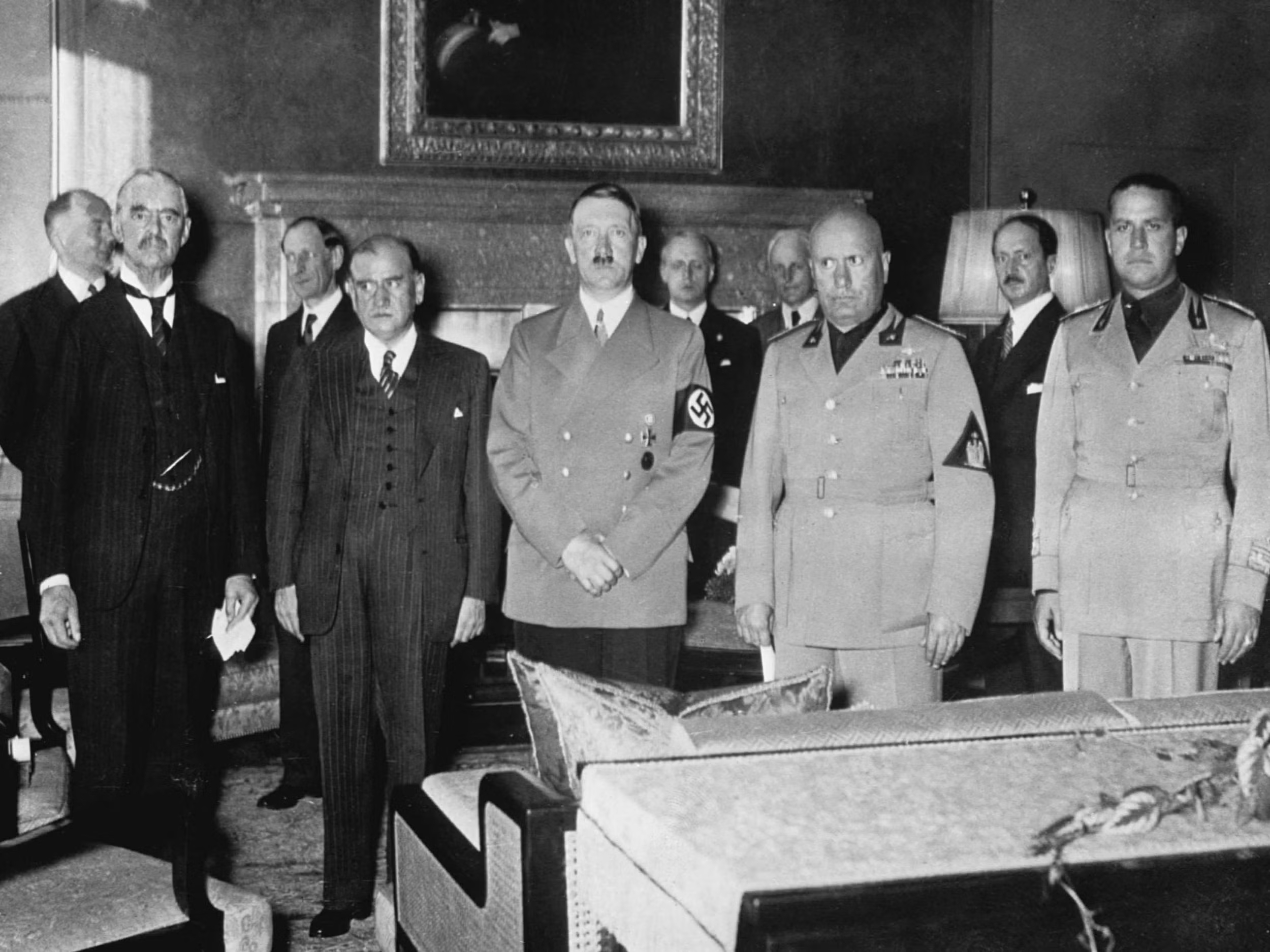
از چپ به راست: چمبرلین، دالادیه، هیتلر، موسولینی و وزیرخارجه (و در عین حال دامادش) گالئاتسو چیانو که برای امضای توافق مونیخ آماده می‌شوند.

موسولینی در ۲۵ اکتبر ۱۹۳۶ با موافقت خود با شکل‌گیری محور رم_برلین سیاست خارجی جدید آلمان دوستی اش را نشان داد و بعدها سند این اتحاد در برلین امضاء گردید. افزون بر آن، اشغال اتیوپی به قیمت جان ۱۲٬۰۰۰ سرباز ایتالیایی و ۴٬۰۰۰ تا ۵٬۰۰۰ لیبیایی، اریتره ای و سومالیایی که در خدمت ارتش ایتالیا بودند، تمام شد. رهبر فاشیست ایتالیا باور داشت که اشغال اتیوپی هزینه ای حدود ۴ تا ۶ بیلیون لیره برمی‌دارد اما در واقع هزینه‌های این تهاجم ۳۳٫۵ بیلیون لیره بودند. هزینه‌های اقتصادی اشغال نشان دادند که ضربه ای تکان دهنده به بودجه ایتالیا هستند و جداً تلاش‌های ایتالیا در نوسازی ارتش را دچار عقب ماندگی کردند چرا که پولی که موسولینی به بازسازی ارتش ایتالیا اختصاص داده بود ناخواسته خرج تصرف اتیوپی شدند؛ امری که موسولینی را به سوی آلمان سوق داد. برای کمک به پوشاندن بدهی‌های عظیمی که در خلال جنگ اتیوپی در حال انباشت بودند، موسولینی در اکتبر ۱۹۳۶ ارزش لیره را حدود %۴۰ کاهش داد. به علاوه، هزینه‌های اشغال اتیوپی بعدها ۲۱٫۱ بیلیون لیره دیگر در خلال سال‌های ۱۹۴۰_۱۹۳۶ به خزانه ایتالیا ضربه زدند. افزون بر آن، ایتالیا ۴٬۰۰۰ نیرو در خلال جنگ داخلی اسپانیا از دست داد در حالی که همین جنگ ۱۲ تا ۱۴ بیلیون لیره هزینه برداشت. در سال‌های ۱۹۳۸ و ۱۹۳۹ حکومت ایتالیا ۳۹٫۹ بیلیون لیره درآمد مالیاتی کسب نمود در حالی که کل تولید ناخالص ملی اش ۱۵۳ بیلیون لیره بود؛ معنایش این بود که جنگهای اتیوپی و اسپانیا هزینه‌های کمر شکن اقتصادی به ایتالیا وارد کرده بودند. تنها %۲۸ کل بودجه نظامی ایتالیا بین ۳۹_۱۹۳۴ خرج نوسازی نظامی‌شدند در حالی که مابقی آن خرج جنگ‌های نامبرده گردیدند؛ امری که سبب نزول فوری قدرت نظامی ایتالیا گردید. بین ۳۹_۱۹۳۵ جنگ‌های موسولینی هزینه ای معادل ۵۰۰ بیلیون دلار آمریکا به نرخ سال ۱۹۹۹ به ایتالیا تحمیل نمودند، هزینه ای که به مراتب کمرشکن تر از آن بود که به کشور فقیر ایتالیا تحمیل شود. دهه ۱۹۳۰ دههٔ پیشرفت‌های سریع در فناوری نظامی بود و سولیوان نوشت که موسولینی زمان کاملاً نامناسبی برای جنگیدن در اسپانیا و اتیوپی انتخاب نموده بود. در همان زمان که نظامیان ایتالیا در حال عقب ماندن از دیگر قدرت‌ها بودند (دهه ۱۹۳۰)، رقابت تسلیحاتیِ بزرگ_مقیاسِ بین قدرت‌های معظم به پایان رسیده بود و آلمان، بریتانیا و فرانسه به صورتی متزاید پول خرج ارتش‌های خود می‌کردند؛ در این اوضاع موسولینی شخصاً اقرار نمود که [با جنگهای بی موردش] جداً ظرفیت و توانایی ایتالیا برای مبارزه در یک جنگ بزرگ (به‌طور ی که این کشور تنها با اتکاء به خودش بجنگد) را کاهش داده است و برای همین اتحاد با یک قدرت بزرگ را می‌خواست تا عقب ماندگی فزایندهٔ ایتالیا در عرصه نظامی را جبران نماید.
از ۱۹۳۶ تا ۱۹۳۹ موسولینی کمک‌ها و تدارکات نظامی عظیمی برای ناسیونالیست‌های اسپانیایی در جنگ داخلی اسپانیا فراهم نمود. مداخلات فعالانه وی به سود ژنرال فرانکو سبب‌ساز دوری هرچه بیشتر بریتانیا و فرانسه از وی گردید و در عوض روابط وی با هیتلر بهبود می‌یافت به‌طور ی که الحاق اتریش به آلمان در مارس ۱۹۳۸ و متعاقب آن تجزیه چکسلواکی در ۱۹۳۹ را نیز پذیرفت. در مه ۱۹۳۸ در طول ملاقات هیتلر از ایتالیا، موسولینی به پیشوا گفت که ایتالیا و فرانسه دشمنان خونی یکدیگر هستند که در «طرفین مخالف یک سنگر می‌جنگند» (منظورش جنگ داخلی اسپانیا بود) و جبهه استرسا دیگر «مرده و مدفون است». در کنفرانس مونیخ در سپتامبر ۱۹۳۸، موسولینی همچنان تظاهر می‌کرد که به عنوان واسطهٔ صلح اروپا کار می‌کند در حالی که آلمان نازی را در الحاق سودتلند یاری می‌کرد. توافق محور سال ۱۹۳۶ با امضای پیمان فولاد در ۲۲ مه ۱۹۳۹ تقویت گردید؛ معاهده ای که ایتالیای فاشیستی و آلمان نازی را با اتحادی تماماً نظامی به یکدیگر متصل می‌ساخت.
اعضای TIGR∗، یک گروه اسلووان ضد فاشیست، توطئه ای جهت ترور موسولینی در کبارید در ۱۹۳۸ ریختند اما تلاش آنان ناموفق بود.

## جنگ جهانی دوم

### طوفانِ در راه
در دهه ۱۹۳۰، عقاید جمعیت شناسانه موسولینی وی را بدین نتیجه رساندند که بریتانیا و فرانسه بالاخره به انتهای دوران اقتدارشان رسیده‌اند و این آلمان و ایتالیا هستند که مقدر به حکومت بر اروپا می‌باشند؛ آن هم تنها به خاطر برتری جمعیتی شان. موسولینی این عقیده خود را ابراز داشت که نزول نرخ رشد جمعیتی فرانسه واقعه ای «مطلقاً مخوف» است و اینکه امپراتوری بریتانیا محکوم به مرگ است زیرا یک_چهارم جمعیت آن بالای ۵۰ سال سن دارند. برای همین باور داشت که اتحاد با آلمان مرجح تر است تا اتحاد با بریتانیا و فرانسه زیرا اتحاد با [ملتی] قوی بهتر از اتحاد با [ملتی] ضعیف است. موسولینی روابط بین‌الملل را به مثابهٔ یک ستیزش سوسیال داروینیستی میان ملت‌های «قوی و مَرد وار» با نرخ بالای زاد و ولد که سرنوشت محتومشان مغلوب نمودن ملت‌های «ضعیف و زن وار» با نرخ پایین زاد و ولد است، می‌دید. موسولینی عقیده داشت که فرانسه ملتی «ضعیف و مسن» می‌باشد زیرا نرخ مرگ هفتگی با رقم ۲٬۰۰۰ بر نرخ تولد پیشی گرفته است و برای همین وی علاقه ای به فرانسه به عنوان یک متحد نداشت.

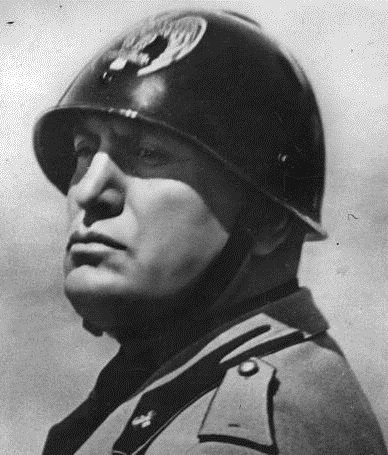
پرتره وی.

نهایتِ عقیده دوچه این بود که تقدیر ایتالیا بر این است که به خاطر نرخ بالای تولد خود بر حوضه مدیترانه تسلط یابد؛ اما وی بیشترِ دشواری‌های طراحی و تدارکاتی که جنگ با قدرت‌های غربی می‌طلبید را نادیده گرفته بود. دو علت موسولینی را از اتحاد کامل با آلمان بازداشتند؛ اول اینکه وی از ضعف اقتصادی و نظامی کشور خود آگاه بود، یعنی وی زمان بیشتری برای تجدید سلاح نیاز داشت، و علت دیگر تمایل وی به سود بردن از «توافقات عید پاک» (منعقده در آوریل ۱۹۳۸ که هدف بریتانیا از انعقاد آن، جلوگیری از اتحاد ایتالیا با آلمان بود) به عنوان راهی برای ایجاد شکاف در اتحاد بریتانیا و فرانسه بود. یک اتحاد نظامی با آلمان برخلاف اتحاد سیاسیِ سستِ پیمان ضد کمینترن (که فاقد جنبه‌های نظامی بود) سبب می‌شد هرگونه شانس بهره‌گیری بریتانیا از «توافقات عید پاک» از بین برود. برای موسولینی «توافقات عید پاک» وسیله ای برای بهبود روابط انگلیس_ایتالیا بودند تا فرانسه منزوی نگه داشته شود و انگلستان در صورت جنگ فرانسه_ایتالیا بی‌طرف بماند (موسولینی طرح‌هایی امپریالیستی در تونس_متعلق به فرانسه_ داشت و نیز از قدری حمایت در آنجا برخوردار بود) در مقابل، هدف بریتانیا از «توافقات عید پاک» دور نگه داشتن ایتالیا از آلمان بود.
کنت گالئاتسو چیانو داماد و وزیر خارجه موسولینی، اهداف سیاست خارجی دیکتاتورش در مورد فرانسه را در دفترچه خاطراتش به تاریخ ۸ نوامبر ۱۹۳۸ چنین خلاصه کرده است: جیبوتی باید تحت اداره مشترک ایتالیا و فرانسه قرار گیرد؛ تونس نیز با رژیمی کم و بیش مشابه؛ جزیره کرس که ایتالیایی بوده و هیچگاه فرانسویزه نشده بود باید تحت کنترل مستقیم ما قرار گیرد، رود ور نیز مرز ایتالیا و فرانسه باشد". رهبر ایتالیا ادعا کرد که علاقه ای به ساوی که از لحاظ تاریخی و جغرافیایی ایتالیایی نبوده است، ندارد. در ۳۰ نوامبر ۱۹۳۸، موسولینی سفیر فرانسه آندره فرانسوآ پونسه را دعوت کرد تا در مراسم گشایش خانه نمایندگان ایتالیا حاضر شود، جایی که نمایندگانِ متجمع پس از اشاره موسولینی با فریادهای بلند "ایتالیا باید تونس، نیس، کرس، ساوی را به خود منضم سازد!" به فرانسه اعتراض نمودند و سپس با حمل پلاکاردهایی که از فرانسه می‌خواست تونس، ساوی و کرس را به ایتالیا واگذارد، در خیابان‌ها راه‌پیمایی نمودند. نخست‌وزیر فرانسه دالادیه فوراً تقاضاهای ایتالیایی‌ها برای واگذاری قلمرو را رد نمود و اکثر زمستان ۳۹_۱۹۳۸ فرانسه و ایتالیا در شرف جنگ بودند.

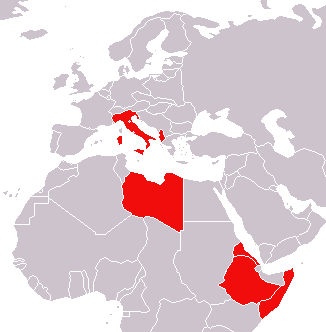
امپراتوری ایتالیا در ۱۹۳۹.

در ژانویه ۱۹۳۹ نخست‌وزیر بریتانیا نویل چمبرلین از رم دیدن کرد، در طول ملاقات موسولینی با وی، دیکتاتور فاشیست پی برد که هرچند بریتانیا بسیار مشتاق روابط بهتری با ایتالیا است و حاضر است امتیازاتی بدین جهت به ایتالیا واگذار نماید، تمامی پیوندهای خود با فرانسه را صرفاً به خاطر روابط بهبود یافتهٔ ایتالیا_انگلیس قطع نمی‌کند. برای همین بود که موسولینی بیش از پیش فریفتهٔ پیشنهاد اتحاد نظامی آلمان گردید، اتحادی که اولین مرحله اش در مه ۱۹۳۸ به‌وجود آمده بود. در فوریه ۱۹۳۹ موسولینی پیش از شروع جلسه شورایعالی فاشیسم ایراد سخنرانی نمود و ابراز داشت که به عقیده اش قدرت یک کشور «به تناسب جایگاه دریایی اش است» و اینکه ایتالیا «به مثابه یک اسیر در مدیترانه است و هرچه بیشتر قدرتمند و پرجمعیت می‌گردد، بیشتر از اسارتش رنج می‌برد. محدودیت‌هایی که این اسارت را به وجود آورده‌اند شامل کرس، تونس، مالت، قبرس بوده و زندانبانان این اسیر نیز جبل طارق و سوئز می‌باشند».
این روندِ تازه البته بدون منتقد نبود. در ۲۱ مارس ۱۹۳۹ در طول جلسهٔ شورایعالی فاشیسم، ایتالو بالبو "لیس زدن چکمه‌های هیتلر" توسط موسولینی را محکوم نمود، و سیاست خارجی ژرمن گرای دوچه اش را مورد انتقاد قرار داد چراکه ایتالیا را به سوی فاجعه سوق می‌داد و اظهار داشت "درها به سوی بریتانیاً هنوز گشوده است و اتحاد با آلمان برای ایتالیا اجتناب ناپذیر نیست. هرچند یک عضو شورایعالی حزب مانند بالبو خواستار روابط نزدیک با برلین نبود اما تسلط موسولینی بر دستگاه سیاست خارجی بدین معنا بود که چنین مخالفت‌هایی ناچیز انگاشته شدند. موسولینی نقش رهبری در حزب فاشیست را داشت اما وی کاملاً بر آن مسلط نگردید چرا که حمله بالبو به وی با عنوان "لیس زدن چکمه‌های هیتلر" و درخواست وی مبنی بر اینکه "سازش با بریتانیاً در جلسه شورایعالی فاشیسم بررسی شود، به علاوهٔ آنچه تاریخ‌نگار یونانی به نام ارسطو کالیس آن را "واکنش نسبتاً محدود موسولینی " نامیده، همگی نشان می‌دادند که حزب نازی اصولاً شباهتی با شورایعالی فاشیسم نداشت و تصور ناپذیر بود که یکی از فرمانداران هیتلر چنان‌که بالبو موسولینی را با انتقاد خود کوبید، از پیشوایش انتقاد کند. در آوریل ۱۹۳۹ موسولینی دستور تجاوز به آلبانی را داد. ایتالیا ظرف تنها پنج روز آلبانی را تصرف نمود و پادشاه زوگ را وادار به فرار کرد تا یک دوره اشغال آلبانی توسط ایتالیا آغاز گردد. تا مه ۱۹۳۹ اتحاد محور کاملاً رسمی نشده بود اما در طول این ماه پیمان فولاد توسط وزرای خارجه آلمان و ایتالیا امضاء گردید که "دوستی و اتحاد" بین دو کشور نامبرده را شکل می‌داد. معاهده فولاد یک اتحاد نظامی تهاجمی و دفاعی بود؛ هر چند رهبر ایتالیا تنها پس آنکه از آلمان‌ها قول گرفت که در طول سه سال آینده هیچ جنگی رخ نمی‌دهد، راضی به امضای معاهده گردید. پادشاه ایتالیا ویتوریو امانوئله سوم مراقب و نگران این قرارداد بود [زیرا] وی متحدین سنتی تر ایتالیا همانند فرانسه را ترجیح می‌داد (فرانسه و انگلستان در جنگ اول جهانی در کنار ایتالیا علیه دول مرکزی از جمله آلمان جنگیده بودند) و نسبت به رنگ و بوی یک اتحاد نظامی تهاجمی در هراس بود، چیزی که عملاً بدین معنا بود که هرگونه اختیار جنگ و صلح را به دستان هیتلر سپرده‌اند.
هیتلر قصد یورش به لهستان را داشت، هر چند چیانو هشدار داد که این کار سبب جنگ با متفقین می‌گردد. هیتلر نظر چیانو را نادیده انگاشت، در عوض پیش‌بینی نمود که بریتانیا و سایر کشورهای غربی خود را [از معرکه] عقب خواهند کشید و پیشنهاد کرد که ایتالیا بایستی به یوگسلاوی یورش ببرد. این پیشنهاد موسولینی را می‌فریفت اما در این دوره آغاز یک جنگ جهانی فاجعه ای برای ایتالیا می‌بود چرا که وضعیت جنگ‌افزارهایش از زمان تأسیس امپراتوری ایتالیا تا به حال ناکافی بود. از آن مهم‌تر پادشاه خواستار بی‌طرفی در اختلاف آلمان و لهستان بود. بدین سان وقتی جنگ دوم جهانی در ۱ سپتامبر ۱۹۳۹ با حمله آلمان به لهستان جرقه خورد و سبب واکنش اعلان جنگ بریتانیا و فرانسه به آلمان شد، ایتالیا در جنگ درگیر نشد. به هر حال وقتی آلمان‌ها ۱۸۳ دانشمند دانشگاه یاگیلونیا در کراکوف را در ۶ سپتامبر ۱۹۳۹ بازداشت کردند موسولینی شخصاً میانجیگری کرد، اقدامی که سبب آزادی ۱۰۱ نفر از آنان گردید.

### اعلان جنگ

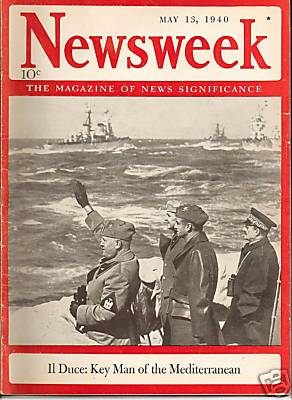
جلد روی مجله نیوزویک در ۱۳ مه ۱۹۴۰ که تیتر زده است: دوچه، مرد کلیدی مدیترانه.

با شروع جنگ دوم جهانی، چیانو با وزیر خارجه بریتانیا ادوارد وود مکالمه تلفنی محرمانه ای داشت. بریتانیایی‌ها توقع داشتند ایتالیا همانند جنگ اول جهانی در کنار متفقین علیه آلمان بجنگد. اما حکومت جمهوری فرانسه بیشتر مایل به جهت‌گیری بر ضد ایتالیا بود به‌طوری که مشتاق حمله به [مستعمرات] ایتالیا در لیبی بودند. در سپتامبر ۱۹۳۹ فرانسه موضع خود را کاملاً عوض نمود و پیشنهاد کرد راجع به اختلافاتش با ایتالیا به مذاکره بنشینند اما چون فرانسویان نسبت به مذاکره در باب کرس، نیس و ساوی بی میل بودند، موسولینی پاسخی به این پیشنهاد نداد. کفیل تدارکات جنگی موسولینی، ژنرال کارلو فاواگروسا، تخمین زده بود که ایتالیا تا ۱۹۴۲ به‌دلیل ضعف بخش صنعتی اش نسبت به قدرت‌های غربی، برای عملیات جنگی گسترده‌ای آماده نخواهد بود. در پایان سپتامبر ۱۹۳۹ آدولف هیتلر اطهار داشت: «تا زمانی که دوچه در قید حیات است، می‌توان مطمئن بود که ایتالیا از هر فرصتی برای دستیابی به اهداف امپریالیستی اش بهره خواهد برد».
با اطمینان از اینکه جنگ به زودی فروکش می‌کند و نیز چشم‌انداز پیروزی آلمان، موسولینی تصمیم گرفت در کنار نیروهای محور وارد جنگ گردد؛ بنابراین ایتالیا در ۱۰ ژوئن به فرانسه و بریتانیا اعلان جنگ داد. رهبر ایتالیا به جنگ با بریتانیا و فرانسه به مثابه یک نبرد مرگ_زندگی بین ایدئولوژی‌های متضاد می‌نگریست یعنی فاشیسم و «دموکراسی‌های پول سالار و مرتجع غربی» و جنگ را با عبارات: «کشمکش بین مردمی جوان و سرزنده با مردمان عقیمی که در حال غروب بودند؛ نبردی بین دو کشور و دو ایدئولوژی» و نیز «توسعهٔ منطقی انقلاب ما» توصیف نمود.
ایتالیایی‌ها در نبرد فرانسه به آلمان پیوستند و در خط کوهستانی سنگربندی شده در مرزشان با فرانسه (موسوم به خط ماژینوی کوچک) به نبرد پرداختند. تنها یازده روز بعد فرانسه و آلمان آتش‌بس را امضاء نمودند که مفاد آن در برگیرنده کنترل ایتالیا بر اکثریت نیس و سایر مناطق جنوب شرقی نیز بود. سومالی‌لند که مستعمره بریتانیا بود به اشغال درآمده و در سوم اوت ۱۹۴۰ بخشی از آفریقای شرقی ایتالیا گردید و ایتالیا در سودان و کنیا نیز پیشرفت‌هایی داشت.

### به سوی شکست
در سپتامبر ۱۹۴۰ ارتش دهم ایتالیا تحت رهبری ژنرال رودولفو گراتسیانی از لیبی (مستعمره ایتالیا) گذشته و وارد مصر گردید، جایی که نیروهای انگلیسی مستقر بودند تا نبرد صحرای غربی شکل بگیرد. پیشرفت‌ها موفقیت‌آمیز بودند اما ایتالیایی‌ها در سیدی برانی به خاطر [مشکلات] لجستیکی توقف نمودند تا مجدداً مجهز و تازه‌نفس شوند. در ۲۴ اکتبر ۱۹۴۰ موسولینی نیروی هوایی ایتالیا را به بلژیک فرستاد، جایی که تا ژانویه ۱۹۴۱ در بلیتس شرکت داشت. در اکتبر، موسولینی همچنین نیروهای ایتالیایی را به یونان فرستاد تا جنگ یونانی_ایتالیایی شکل بگیرد. پس از موفقیت‌های مقدماتی نتیجه ای عکس به دست آمد به نحوی که ضدحملات یونان بی وقفگی خود را نشان دادند و منتج به از دست رفتن کنترل ایتالیا بر یک چهارم آلبانی شدند. در بدو ۱۹۴۱ وقتی عملیات قطب‌نما ایتالیایی‌ها را وادار به عقب‌نشینی به لیبی نمود، اوضاع در آفریقا دگرگون گردید تا ارتش ایتالیا متحمل تلفاتی عظیم گردد. همچنین در عملیات آفریقای شرقی حمله ای علیه نیروهای ایتالیایی انجام گرفت. به رغم مقاومت آنان، در نبرد کِرِن شکست خوردند و خطوط دفاعی ایتالیایی‌ها پس از شکست نهایی در نبرد گوندار شروع به فروپاشی نمود. با نزدیک بودن خطرِ از دست رفتن تمامی تملکات ایتالیا در آفریقای شمالی، آلمان سرانجام نیرویی موسوم به سپاه آفریقا به جهت پشتیبانی ایتالیا فرستاد. در همین حال، عملیات ماریتا در یوگسلاوی انجام گرفت تا به جنگ ایتالیا و یونان خاتمه دهد؛ نتیجه اش پیروزی نیروهای محور و اشغال یونان به دست آلمان و ایتالیا بود.

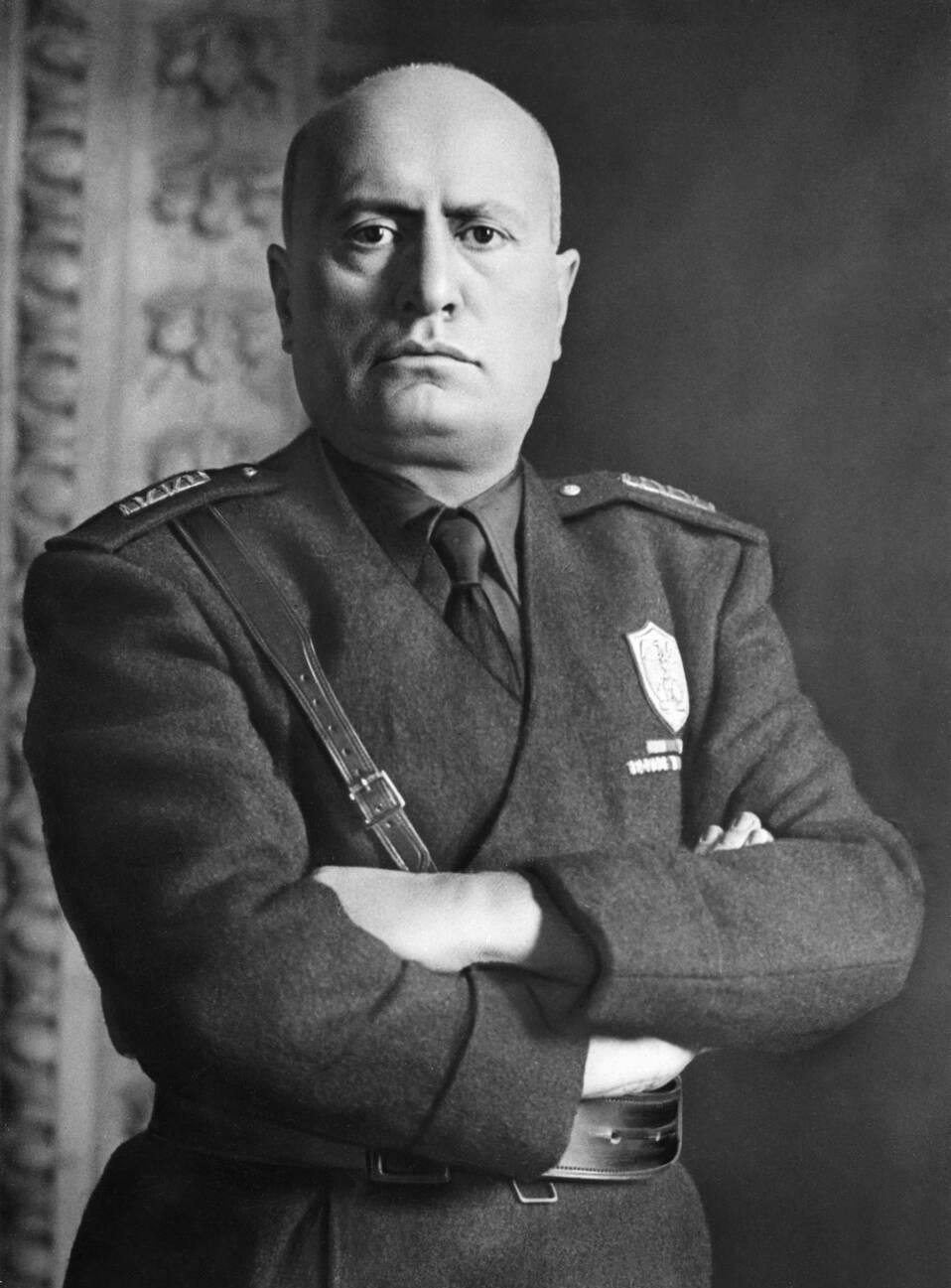
موسولینی در پرتره رسمی خود.

ژنرال ماریو روبوتی فرمانده لشکر یازدهم ایتالیا در اسلوونی و کرواسی، با فرمانی که از جانب موسولینی دریافت کرد، دستور زیر را در ژوئن ۱۹۴۲ صادر کرد: «مخالفتی وجود نخواهد داشت اگر من تمامی اسلوونیایی‌ها را اسیر و با ایتالیایی‌ها جایگزین سازم. به عبارتی دیگر، ما بایستی اطمینان یابیم که مرزهای سیاسی و قومی یکی شوند».

موسولینی تنها زمانی از عملیات بارباروسا اطلاع یافت که یورش آلمان به شوروی در ۲۲ ژوئن ۱۹۴۱ انجام پذیرفت، وی از سوی هیتلر در این باره مورد مشورت و طلب یاری قرار نگرفته بود.موسولینی شخصاً دستور داد یک ارتش ایتالیایی به جبهه شرقی اعزام گردد، جایی که امید داشت ایتالیا می‌تواند پیروزی ساده ای به‌دست آورده و فروغ رژیم فاشیستی را که بر اثر شکست‌ها در یونان و شمال آفریقا خدشه دار شده بود بازگرداند. در ۲۵ ژوئن ۱۹۴۱، وی از اولین واحد در ورونا که قرار بود به روسیه اعزام شود، بازدید نمود. موسولینی در ۵ ژوئیه به شورای وزیران گفت تنها نگرانی اش این است که آلمان ممکن است اتحاد شوروی را پیش از رسیدن نیروهای ایتالیایی شکست دهد. در نشستی با هیتلر در ماه اوت، وی پیشنهاد مشارکت هر چه بیشتر ایتالیایی‌ها در نبرد با شوروی را کرد و هیتلر نیز پذیرفت. شکست‌های کمرشکنی که نیروهای ایتالیایی در جبهه شرقی متحمل گردیدند_جایی که خدمت در آنجا بس نامحبوب بود زیرا عقیده رایج بر این بود که این جنگ به ایتالیایی‌ها تعلق ندارد_ به شدت اعتبار و پرستیژ وی را در نزد مردم ایتالیا مخدوش ساختند. پس از حمله ژاپن به پرل هاربر وی در ۱۱ دسامبر ۱۹۴۱ به ایالات متحده اعلان جنگ داد. قطعه زیر که از یادداشت‌های روزانه چیانو است، واکنش موسولینی در برابر حمله به پرل هاربور را نشان می‌دهد:

یک تلفن شبانه از سوی ریبنتروپ دریافت شد. وی در مورد حمله ژاپن به آمریکا ذوق زده شده بود. وی بسیار در این مورد شادمان بود و من نیز همین‌طور؛ هر چند من در مورد مزایای نهایی که این حادثه می‌تواند در پی داشته باشد چندان مطمئن نیستم. یک چیز قطعی است و آن اینکه ایالات متحده وارد جنگ خواهد شد و نیز اینکه جنگ به قدری طولانی خواهد بود که وی (آمریکا) قادر به درک تمامی نیروهای بالقوه اش باشد. همین صبح من به پادشاه که در این باره از من استعلام کرده بود این‌ها را گفتم. ایشان با اقرار به اینکه در دراز مدت ثابت می‌شود حق با من بوده، سخنشان را به پایان بردند. موسولینی نیز شادمان بود. برای مدت‌ها وی خواستار شفاف سازی روابط بین نیروهای محور و ایالات متحده بود. 

### عزل و دستگیری
در ابتدای ۱۹۴۲ وضعیت نظامی ایتالیا ناپایدار بود. پس از شکست نبرد دوم العلمین در پایان ۱۹۴۲، وادار به عقب‌نشینی به جایی شدند که در ابتدای ۱۹۴۳ سرانجام به شکست آنان در نبرد تونس منجر گردید. ایتالیا همچنین از عقب‌نشینی‌های بزرگ در جبهه شرق در رنج بود. تهاجم متفقین به سیسیل جنگ را درست به درِ خانهٔ ملت کشاند. وضعیت داخله ایتالیا نیز در اوضاع و احوال بدی بود به‌طوری که بمباران متفقین نیز بدانان صدماتی وارد می‌کرد. کارخانه‌ها در سراسر ایتالیا تقریباً به حالت انفعال رفته بودند زیرا از لحاظ مواد خامی مانند ذغال سنگ و نفت دچار کمبود بودند. افزون بر آن، کمبود گرانبار مواد غذایی نیز بر دوش ملت سنگینی می‌کرد و غذایی هم که در دسترس بود به قیمت‌های مصادره ای به فروش می‌رفت. ماشین تبلیغاتی موسولینی که سابقاً همه جاگیر و شایع بود، اکنون دیگر تسلط خود بر مردم را از دست داده بود؛ شمار زیادی از مردم به رادیوی واتیکان و رادیو لندن یورش برده تا اخبار صحیح تری پوشش بدهند. نارضایتی زمانی به اوج خود رسید که در مارس ۱۹۴۳ موجی از اعتصابات کارگری در شمال (بخش صنعتی کشور) رخ دادند که اولین اعتصابات بزرگ_مقیاسی بودند که از ۱۹۲۵ تاکنون به وقوع پیوستند. همچنین در مارس، برخی از کارخانه‌های بزرگ در میلان و تورین به جهت تأمین هزینهٔ تخلیه برای خانواده‌های کارگران، دست از تولید محصول کشیدند. حضور آلمان در ایتالیا قویاً عقاید مردم را بر ضد موسولینی برانگیخته بود؛ برای مثال زمانی که متفقین به سیسیل تجاوز کردند، اکثریت توده‌های آنجا به آنان به عنوان [نیروهای] آزادی‌بخش خوش آمد گفتند. پیش از آوریل ۱۹۴۳، موسولینی به هیتلر التماس کرد که با استالین جداگانه صلح کرده و نیروهای آلمانی را به غرب ارسال دارَد تا در برابر حمله احتمالی متفقین به ایتالیا مقاومت کنند. موسولینی می‌ترسید که با شکست‌هایی که در تونس و شمال آفریقا متحمل شده بود، منطقاً هدف بعدی ارتش‌های ژنرال آیزنهاور گذر از مدیترانه و حمله به ایتالیا باشد. ظرف پنج روزی که ارتش‌های متفقین در سیسیل در ژوئیه ۱۹۴۳ پیاده می‌شدند، آشکار بود که ارتش موسولینی در شرف فروپاشی است. این واقعه سبب گردید هیتلر وی را در ۱۹ ژوئیه ۱۹۴۳ به جلسه ای در فلتره فراخوانَد. در این زمان، موسولینی از اینکه دیگر نمی‌تواند در مقابل تکبر و غرور هیتلر بایستد، بسی پریشان بود. احوال وی رو به وخامت گرائید وقتی در همان روز متفقین رم را بمباران نمودند_اولین باری که شهر هدف بمباران دشمن قرار گرفت. در این هنگامه آشکار بود که جنگ را باخته‌اند اما موسولینی نمی‌توانست راهی برای خلاص گرداندن خود از اتحاد با آلمان بیابد.
برای همین، برخی اعضای برجسته حکومت موسولینی علیه وی جبهه گرفتند که در میان آنان دینو گراندی و دامادش چیانو وجود داشتند(بالبو در ۱۹۴۰ در لیبی کشته شد). بسیاری از همکاران وی نیز در آستانه شوریدن بودند و موسولینی وادار شد شورای عالی فاشیسم را در ۲۴ ژوئیه ۱۹۴۳ به تشکیل جلسه فراخوانَد. از زمان آغاز جنگ این نخستین باری بود که جلسه شورایعالی تشکیل می‌شد. وقتی وی اعلام داشت که آلمان‌ها در فکر تخلیه جنوب هستند، گراندی حمله ای تند به وی کرد. گراندی پیشنهاد نمود که پادشاه از قدرت تماماً مشروطه اش استفاده کند؛ پیشنهادی که در عمل به معنای دادن رأی عدم اعتماد به موسولینی بود. این پیشنهاد با اختلاف ۱۹ به ۸ پذیرفته شد. موسولینی واکنش چندان واضحی نداد هر چند که این مصوبه به پادشاه اقتدار قانونی برای عزل وی داد. وی از گراندی خواست که احتمال به پایان رسیدن دوران فاشیسم با این مصوبه اش را هم در نظر بگیرد.

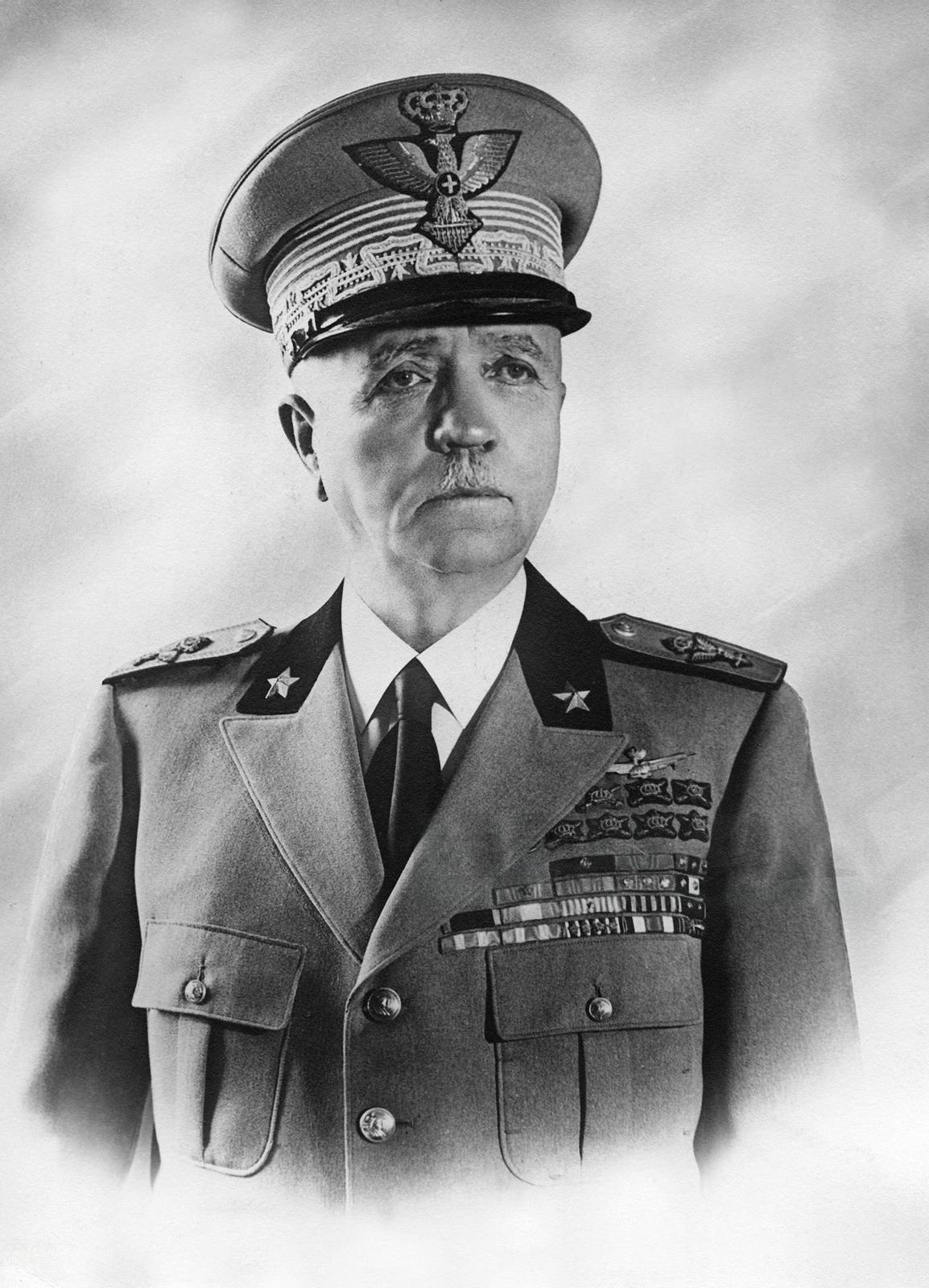
مارشال پیترو بادولیو که به حکم پادشاه جای موسولینی را به عنوان نخست‌وزیر گرفت.

به رغم سخنان نیش دار گراندی، موسولینی روز بعد طبق معمول به سرکارش رفت. وی به شورایعالی فاشیسم تنها به مثابهٔ یک بازوی مشورتی می‌نگریست و فکر نمی‌کرد که مصوبه دیروز تأثیر عملی داشته باشد. عصر آن روز، وی توسط پادشاه به کاخ سلطنتی فراخوانده شد، کسی که از قبل قصد داشت موسولینی را معزول کند. وقتی موسولینی کوشید نسبت به جلسه [دیروز] برای پادشاه توضیح دهد، پادشاه سخن وی را قطع کرد و او را رسماً معزول داشته و مارشال پیترو بادولیو را به جای وی گماشت. پس از اینکه موسولینی کاخ را ترک کرد، به فرمان پادشاه از سوی کارابینیری دستگیر شد. در این زمان، نارضایتی از دوچه به حدی شدید بود که وقتی اخبار مربوط به عزل وی اعلام شدند، هیچ گونه مخالفتی وجود نداشت و مردم به شادی پرداختند زیرا می‌پنداشتند که پایان کار موسولینی به معنای پایان جنگ است.
در تلاشی برای اختفای مکان وی از آلمان‌ها، موسولینی ابتدا جابه‌جا شده و سپس در کَمپو ایمپراتوره زندانی گردید؛ یک کوهستان اتراقی در ابروتزو که وی در آنجا کاملاً منزوی شد. بادولیو تظاهر به وفاداری به آلمان‌ها می‌کرد و اعلام داشت که ایتالیا به جنگ در کنار نیروهای محور ادامه خواهد داد. به هر حال، دو روز پس از تصدی سمت نخست‌وزیری، بادولیو حزب فاشیست را منحل و مذاکرات آتش‌بس با متفقین را شروع نمود که در ۳ سپتامبر ۱۹۴۳ معاهده اش امضاء شد. پنج روز بعد خبر آتش‌بس اعلام شد و ایتالیا را به آشوب و هرج و مرج کشاند؛ نیروهای آلمانی ضمن عملیات آخسه در اشغال رم تعجیل نمودند. به‌دلیل نزدیک شدن آلمان‌ها به رم، بادولیو و پادشاه از رم گریختند و ارتش را بدون فرامینی رها کردند. پس از یک دوره آنارشی، رژیم ایتالیا مستقر در مالت سرانجام در ۱۳ اکتبر ۱۹۴۳ به آلمان نازی اعلان جنگ داد؛ هزاران سرباز جهت جنگ بر ضد آلمان تجهیز شده بودند در حالی که دیگران از تغییر موضع خودداری کرده و به آلمان‌ها پیوستند. حکومت بادولیو به خاطر ایتالیا و با هدف آزاد سازی سرزمین‌های اشغالی آلمان نازی، به تفاهم سیاسی موقتی با پارتیزان‌های کمونیست رسید و دست از جنگ با آنان کشید تا در جنگ با آلمان به وی کمک کنند.

### جمهوری سوسیالیستی ایتالیا (جمهوری سالو)

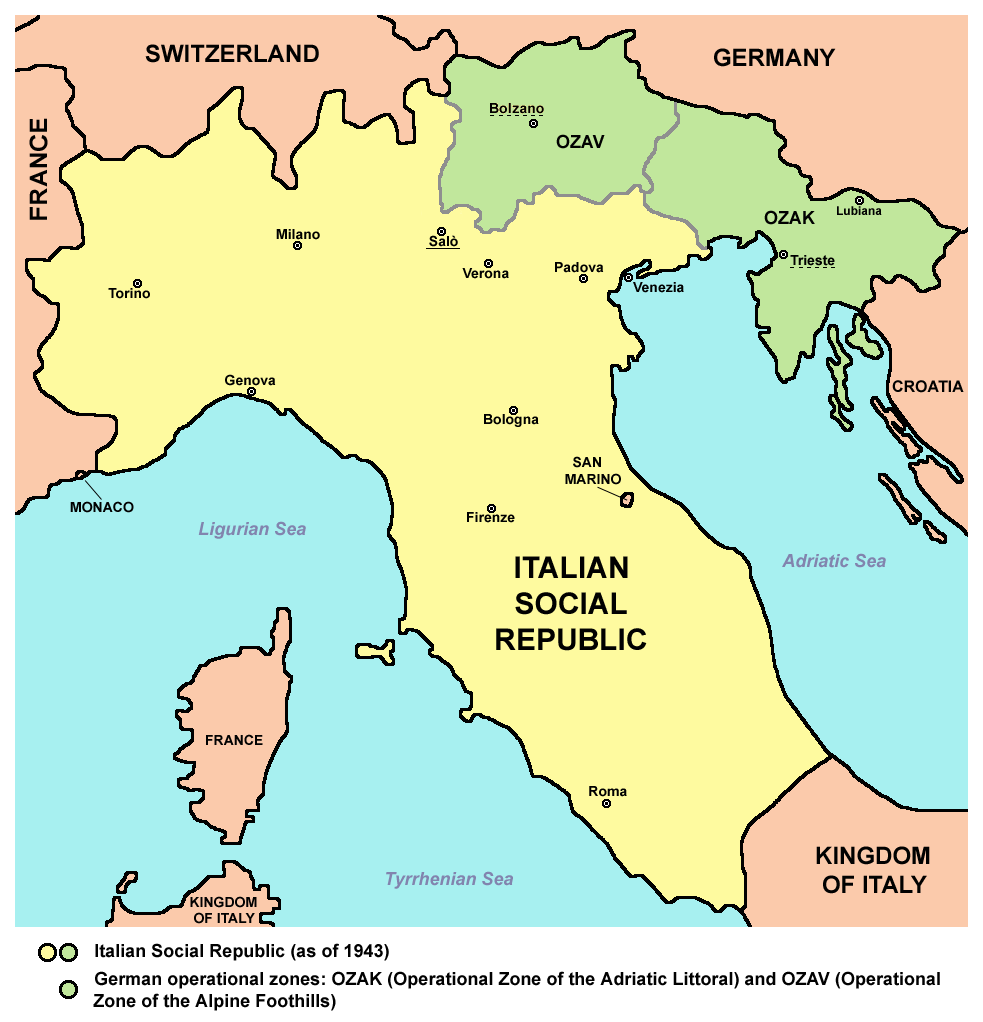
جمهوری سوسیال ایتالیا(RSI) در ۱۹۴۳ با رنگ‌های زرد و سبز مشخص شده است. مناطق سبز رنگ، مناطق عملیاتی ای بودند که تحت کنترل مستقیم رژیم نازی قرار داشتند.

تنها دو ماه پس از عزل و دستگیری موسولینی، وی در عملیات یورش گِرانساسو(Gran Sasso raid) به تاریخ ۱۲ سپتامبر ۱۹۴۳ که توسط پیاده‌نظام چترباز ویژه آلمان موسوم به Fallschirmjäger و کماندوهای اس اس مسلح(وافن اس‌اس) تحت هدایت سرگرد اتو هارالد مورس و با حضور اتو اسکورتسنی انجام گرفت، از زندان خود در هتل کامپو ایمپراتوره نجات یافت. این نجات مانع گردید که وی را بر طبق آتش‌بس به مقامات عالی متفقین تحویل دهند. هیتلر نقشه‌هایی برای دستگیری پادشاه، شاهزاده اومبرتو، بادولیو و باقی سردمداران حکومت موقتی ریخته بود تا قدرت در رم را به موسولینی بازگرداند، اما فرار دولت بادولیو به جنوب که تحت اشغال متفقین بود این نقشه‌ها را ناکام گذاشت.

موسولینی سه روز پس از نجات از «گِران ساسو» به آلمان برده شد تا با هیتلر در راستنبرگ در قرارگاه پروس شرقی وی دیدار نماید. هیتلر به رغم تظاهر عمومی به حمایت و پشتیبانی از وی، از ظاهر شلخته و نامناسب وی و همچنین بی میلی اش نسبت به انتقام‌گیری از مردانی که در رُم وی را از قدرت معزول داشتند، شوکه شده بود. موسولینی با هدف تحدید سرکوبگری نازی‌ها در کشورش، با تشکیل رژیم جدیدی به نام جمهوری سوسیال ایتالیا (به ایتالیایی: Repubblica Sociale Italiana, RSI) موافقت نمود؛ اداره این حکومت چون از شهرستان سالو انجام می‌شد (جایی که موسولینی یازده روز پس از نجاتش توسط آلمان‌ها در آنجا اقامت گزید) به صورت غیررسمی به عنوان جمهوری سالو(Salo Republic) نیز شناخته می‌شد. رژیم جدید موسولینی با مجموعه ای از قلمروهای از دست رفته دست به گریبان بود: افزون بر اینکه بسیاری از سرزمین‌های ایتالیایی تحت تصرف متفقین و حکومت بادولیو بودند، استان‌های بولتسانو، بلونو و ترنتو در «منطقه عملیاتی کوهپایه‌های آلپی» تحت اشغال ژرمن‌ها بودند، در حالی که استان‌های اودینه، گوریتزیا، تریسته، پولا، فیوم و لیوبلیانا در «منطقه عملیاتی ساحل آدریاتیک» آلمان ادغام شده بودند. افزون بر این‌ها، ارتش ژرمن‌ها استان‌های دالماسیایی اسپلیت و کوتور که متعاقباً توسط رژیم فاشیست کرواسی منضم شدند را نیز در اشغال خود داشت. متصرفات ایتالیا در یونان و آلبانی به استثنای جزایر ایتالیایی اژه نیز به آلمان واگذار شدند که جزایر نامبرده نیز تنها اسماً تحت اداره ایتالیا بودند. موسولینی با هرگونه کاهش قلمرو ایتالیا مخالفت نمود و به همراهانش گفت:
من اینجا نیستم که از دست رفتن حتی یک متر مربع از سرزمین‌های دولت را رد کنم. ما برای همین به جنگ بازمی‌گردیم؛ و برای همین در برابر هرکسی می‌ایستیم. جائی که پرچم ایتالیا برافراشته شده بود، پرچم ایتالیا بازمی‌گردد؛ و جائی که این [پرچم] هنوز پائین کشیده نشده_از حالا که من اینجا هستم_ احدی آن را پائین نخواهد کشید. من این‌ها را به پیشوا هم گفته‌ام. 

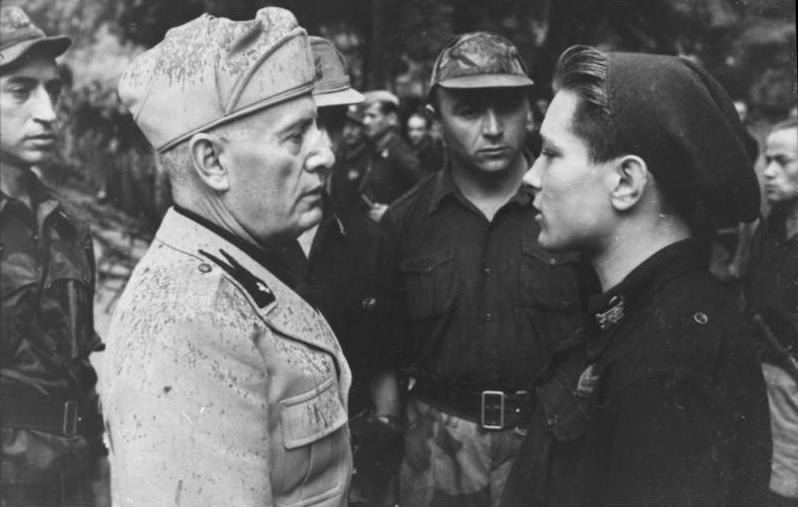
موسولینی در حالی که زیر باران خیس شده است، از یکی از سربازان نوجوان خود در شمال ایتالیا دیدن می‌کند. اواخر ۱۹۴۴

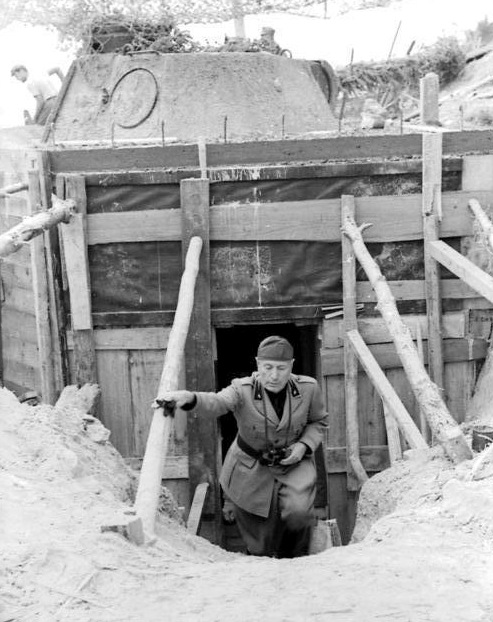
در حال بازدید از مواضع دفاعی در ۱۹۴۴

برای یک سال و نیمه ای، موسولینی در گارنیانو در دریاچه گاردا در لمباردی زیست. به رغم این که در انظار عمومی اصرار داشت که بر همه چیز اشراف و کنترل دارد، نزد خود می‌دانست که صرفاً یک حاکم دست‌نشانده تحت امر نجات دهندگانِ ژرمنِ خود است_ یا به عبارتی دیگر، یک گاولایتر لمباردی. در حقیقت، وی در شرایطی می‌زیست که به حصر خانگی اش توسط اس اس انجامید؛ اس اسی که شرایط ارتباطات و سفر را بر وی تنگ نمود. وی به یکی از همکاران خود گفت که فرستاده شدن به اردوگاه کار اجباری برایش از این حالت دست نشاندگی بهتر است.

پس از تسلیم شدن به فشارهای هیتلر و فاشیست‌های باقیماندهٔ وفاداری که جمهوری سالو را شکل دادند، موسولینی در سازماندهی یک سری اعدام‌های سران فاشیست که در آخرین جلسهٔ شورایعالی فاشیسم به وی خیانت نمودند، کمک نمود. یکی از معدومین همان دامادش گالئاتسو چیانو بود. به عنوان رئیس دولت و وزیر امور خارجه جمهوری سوسیال ایتالیا، وقت زیادی را صرف نوشتن خاطرات خود نمود. نوشته‌های خودزندگی‌نامه اش در ۱۹۲۸ با این نوشته‌های سالهای پایانی اش ترکیب شده و توسط انتشارات دا کاپو پرس تحت عنوان ظهور و سقوط من منتشر شدند. در مصاحبه ای با مادلین مولیر در ژانویه ۱۹۴۵، سه ماه پیش از دستگیری و اعدامش توسط پارتیزان‌های ضد فاشیست، وی به صراحت گفت: «هفت سال پیش من شخصیتی جذاب بودم. اکنون فقط کمی بیش از یک مردار هستم.» وی سخنانش را چنین ادامه داد:
بله بانو، من به آخر خط رسیده‌ام. ستاره بختم سقوط کرده است. دیگر جنگی ندارم که در درونم مانده باشد… من برای پایان تراژدی منتظر می‌مانم و چیزی بیش از یک بازیگر حس نمی‌کنم. احساسم این است که آخرین تماشاچی هستم.

## مرگ
در ۲۵ آوریل ۱۹۴۵، نیروهای متفقین در حال پیشرفت به شمال ایتالیا بودند و سقوط جمهوری سالو در شرف وقوع بود. موسولینی و معشوقه‌اش کلارا پتاچی قصد داشتند به سوئیس بروند تا از آنجا بر هواپیمایی سوار شده و به اسپانیا (که حکومت فاشیستی فرانکو روابط خوبی با موسولینی داشت) بگریزند. دو روز بعد در ۲۷ آوریل، آنها در نزدیکی روستای دونگو(Dongo) نزدیک دریاچه کومو توسط پارتیزان‌های کمونیست به نام والریو و بلینی دستگیرشده و هویت آنها نیز توسط کمیسر سیاسی پارتیزان‌های هنگ پنجاه و دوم گاریبالدی به نام اوربانو لاتسارو شناسایی گردید. برادر پتاچی نیز در پوشش کنسول اسپانیا خود را مخفی کرده بود. پس از تلاش‌های ناموفق برای بردن آنان به کومو، آنان را به متسریا بردند. موسولینی و معشوقه اش آخرین شب خود را در خانه خانوادگی «دِ ماریا» گذراندند.
روز بعد موسولینی و پتاچی به‌طور خودسرانه تیرباران شدند؛ همچنین بیشترِ پانزده نفر از هم قطاران وی از جمله وزیران و کارکنان جمهوری سوسیال ایتالیا(RSI) نیز به همین سرنوشت دچار شدند. تیرباران‌ها در روستای کوچک جیولینو دی متسریا و با هدایت رهبر پارتیزانی با نام مستعار کلنلو والریو انجام شدند. هویت واقعی وی مشخص نیست اما عموماً تصور بر این است که وی همان والتر اودیسیو بود که همواره ادعا می‌کرد مسئول اعدام موسولینی است؛ هر چند پارتیزان دیگری برخلاف او ادعا کرده که کلنلو والریو همان لوئیجی لونگو بود که بعدها سیاستمدار کمونیست پیشرویی در ایتالیای پسا جنگ جهانی شد. موسولینی دو روز پیش از خودکشی هیتلر و همسرش اوا براون کشته شد. RSI نیز تنها چهار روز دیگر دوام آورد پیش از اینکه وزیر جنگ موسولینی یعنی ژنرال رودولفو گراتسیانیتنها مارشال ایتالیایی که پس از ۱۹۴۳ به فاشیسم وفادار ماند خود و هم قطارانش را در یکم مه تسلیم کند.

### پیکر موسولینی

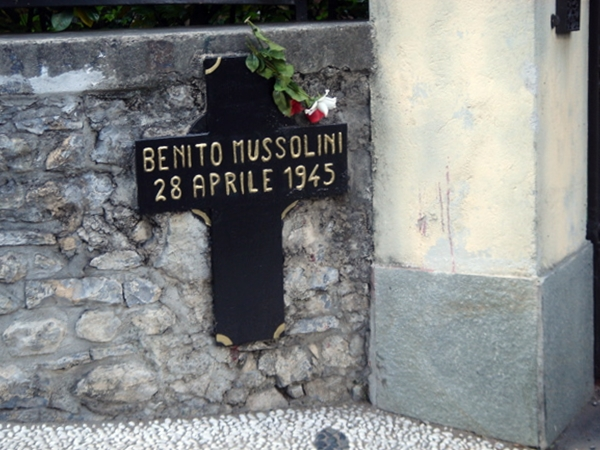
مکانی در متسریا که موسولینی در ۲۸ آوریل ۱۹۴۵ تیر باران گردید.

در ۲۹ آوریل ۱۹۴۵ پیکرهای موسولینی و پتاچی و سایر فاشیست‌های معدوم به جنوب به سوی میلان برده شدند. در ساعت سه بامداد پیکرها در پیاتساله لوره‌تو (به معنای میدان لوره‌تو) رها شده و این میدان به افتخار پانزده فعال فاشیسم_ستیزی که اخیراً در همان مکان اعدام شده بودند، نام خود را به میدان پانزده شهید (به ایتالیایی:Piazza Quindici Martiri) تغییر داد. پس از اینکه پیکرها مورد لگدمالی و آب دهان ریختن قرار گرفتند، به صورت معلق از بالای سقف «پمپ بنزین اِسو» آویزان گشته و توسط شهروندان مورد سنگ اندازی قرار گرفتند. این کارها هم با هدف نومید ساختن همگی فاشیست‌ها از ادامه دادن به جنگ و هم به عنوان تلافی آویزان ساختن تعدادی پارتیزان در همان مکان توسط مقامات نیروهای محور انجام شدند. پیکر دیکتاتور مخلوع مورد تحقیر و توهین قرار گرفت. فاشیست وفاداری به نام آکیله استاراچه (دبیر سابق حزب ملی فاشیست) دستگیر و محکوم به مرگ گردید و سپس به پیاتساله لورتو برده شد و در آنجا پیکر پیشوایش را به وی نشان دادند. استاراچه، کسی که زمانی در مورد موسولینی گفته بود " او یک خداست"، سلامی نظامی به پیکر رهبرش داده و بلافاصله تیرباران گردید. پیکر استاراچه نیز متعاقباً به همان سقف آویخته شد.

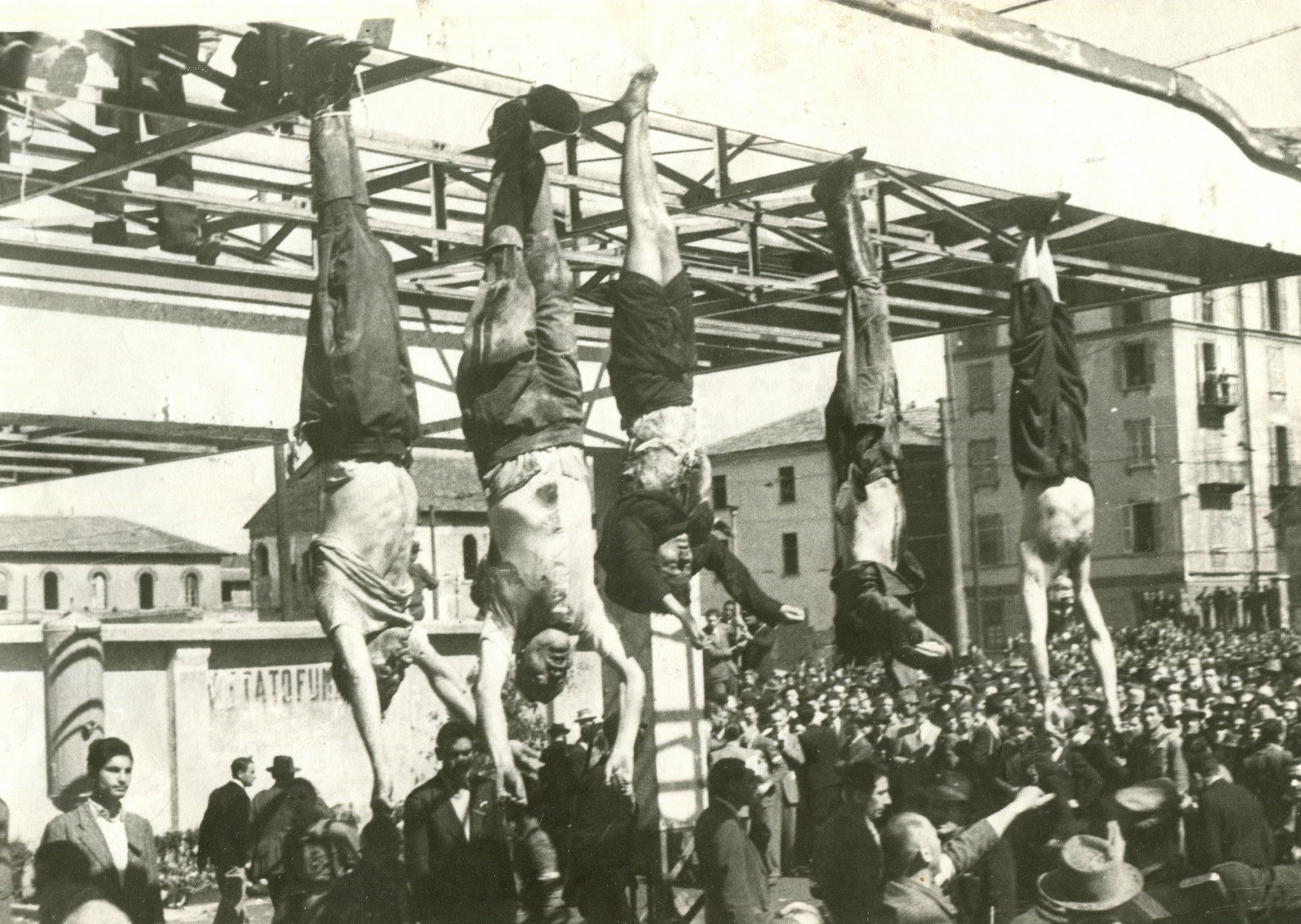
اجساد مرده از چپ به راست: بومباچی، موسولینی، پتاچی، پاوولینی و استاراچه در پیاتساله لورتو، میلان.

پس از مرگ موسولینی و در معرض دید نهادن پیکر اش در میلان، وی در گوری ناشناخته در قبرستان موسوکو در شمال شهر به خاک سپرده شد. در سه شنبه عید پاک سال ۱۹۴۶ گور وی توسط دومینیکو لِکیزی و دو نئوفاشیست دیگر شناسایی و شکافته شد و پیکرش به سرقت رفت.
پس از چند ماه دست به دست شدن و آزادانه گشتن پیکرش_و ایجاد نگرانی شدید برای حکومت دموکراسی نوپای ایتالیا_ پیکر دوچه سرانجام در اوت بار دیگر توقیف گردید و در صندوقچه ای کوچک در صومعه «سرتوزا دی پیاوا» در حاشیه میلان پنهان گردید. متعاقباً به دو برادر فرانسیسکویی اتهام پنهان ساختن پیکر را زدند، اما پژوهش‌های بیشتر مشخص کردند که این پیکر دائماً در حال دست به دست شدن بوده است. برای ده سال مقامات حکومتی، بازمانده‌ها و اشیای موسولینی را در نوعی وضعیت سکوت و انفعال قرار داده بودند تا این که اجازه داده شد اشیای وی در پره داپیو در استان رومانیا که زادگاهش بود، به خاک سپرده شوند. آدونه زولی، نخست‌وزیر وقت ایتالیا، با بیوه موسولینی به نام دونا راکله (راکله گوئیدی) تماس گرفت و به وی اطلاع داد که مشغول بازگرداندن اشیای موسولینی است؛ زیرا وی به پشتیبانی جناح راست افراطی پارلمان از جمله لِکیزی احتیاج داشت. در پره داپیو، دیکتاتور در یک گورابه (تنها یادبودی که برای وی ساخته شد) به خاک سپرده شد. بر بالای گور وی یک سردیس مرمرین قرار دارد.

## زندگی خصوصی
همسر نخست موسولینی ایدا دالسر نام داشت که در ۱۹۱۴ با وی در ترنتو ازدواج کرد. این زوج سال بعد صاحب پسری شدند که وی را بنیتو آلبینو موسولینی نهادند. در دسامبر ۱۹۱۵ موسولینی با راکله گوئیدی که از ۱۹۱۰ معشوقه اش بود ازدواج نمود. با به قدرت رسیدنش، اطلاعات راجع به ازدواج اولش ناپدید شدند و هم همسر اولش و هم پسرش بعدها تحت آزار و اذیت قرار گرفتند. موسولینی اما از راکله صاحب دو دختر به نام‌های اِدا(۱۹۹۵_۱۹۱۰) و آنا ماریا(۱۹۶۸_۱۹۲۹) که دومی در ۱۱ ژوئن ۱۹۶۰ با «ناندو پوچی نِگری» ازدواج کرد، گردید؛ و نیز سه پسر به نام‌های ویتوریو (۱۹۹۷_۱۹۱۶)، برونو (۱۹۴۱_۱۹۱۸) و رومانو (۲۰۰۶_۱۹۲۷) از راکله داشت. موسولینی معشوقه‌های زیادی داشت که در میان آنان مارگریتا سارفاتی (ملقب به مادر یهودی فاشیسم) و آخرین معشوقه‌اش کلارا پتاچی را می‌توان نام برد. موسولینی چنان‌که زندگی‌نامه نویسش گزارش کرده، چندین تجارب آمیزشی مختصر با زنان حامی حزب فاشیست نیز داشت.

## دیدگاه‌ها

### آتئیسم و روحانی‌ستیزی
موسولینی از مادری متعصب کاتولیک و پدری روحانی‌ستیز زاده شد. مادرش رُزا مالتونی وی را در کلیسای کاتولیک رُم غسل تعمید داده بود و فرزندانش را یکشنبه‌های هر هفته به خدمت می‌فرستاد. پدرش هیچگاه در این مراسمات حضور نمی‌یافت. موسولینی دوران حضورش در مدرسه دینی را به مثابه تنبیه توصیف کرد و تجربه نامبرده را با جهنم مقایسه کرد و «یکبار از حضور در مراسم آیین عشای ربانی سرباز زد و برای همین با زور وی را بدان جا کشاندند.»
موسولینی همانند پدر خود به یک روحانی‌ستیز بدل گردید. به عنوان یک مرد جوان، خود را یک آتئیست اعلام نمود و چندین بار کوشید حضار را با ادای جملهٔ «خدا مرده است» تهییج کند. وی باور داشت که دانش ثابت کرده است خدایی وجود ندارد و اینکه مسیح تاریخی یک موجود ناشی و خُل بوده است. وی مذهب را به مثابهٔ بیماری روح می‌نگریست و موعظهٔ صفات پستی مانند تسلیم به قضا و ترسویی در آئین عیسویت را محکوم می‌کرد. موسولینی عقایدی خرافه آمیز نیز داشت؛ پس از شنیدن در مورد «نفرین فرعون» دستور داد یک مومیایی مصری که به عنوان هدیه دریافت کرده بود، فوراً از دفتر نخست‌وزیری اش بیرون برده شود.
موسولینی یک ستاینده فریدریش نیچه بود. طبق آنچه دنیس مک اسمیت گفته، "در [اندیشه‌های] نیچه بود که وی توجیهی برای مبارزه اش علیه فضایل مسیحی مانند فروتنی، تسلیم به قضا، نیکوکاری و خوبی را یافت." وی برای مفهوم ابر انسان نیچه ارزش نهاد، " انسانی خود کامه که هم در برابر خدا و هم توده‌ها علم طغیان برافراشته است، کسی که مساوات خواهی و دمکراسی را به ریشخند گرفته، کسی که ضعیفترین انسان را برانگیخت که به موانع بتازد و آنان را پس بزند ." در شصتمین سالروز تولدش، موسولینی بیست و چهار جلد کامل از نوشته‌های نیچه را از سوی هیتلر به عنوان هدیه دریافت کرد.
موسولینی حمله‌ای جانانه به عیسویت و کلیسای کاتولیک نمود، به‌طوری که با اشارات تحریک آمیز در مورد مقدسات و رابطه عاشقانه میان مریم مجدلیه و مسیح همراهی و همدلی می‌کرد. وی [در دورانی که هنوز سوسیالیست بود] سوسیالیست‌هایی که نسبت به مذهب متساهل بودند یا فرزندان خود را غسل تعمید داده بودند را محکوم نمود و درخواست نمود سوسیالیست‌هایی که ازدواج مذهبی را پذیرفته‌اند از حزب اخراج گردند. وی کلیسای کاتولیک را به خاطر «اقتدار گرایی و رد جواز آزادی اندیشه محکوم نمود…» بر طبق گزارش‌ها، روزنامهٔ موسولینی با عنوان La Lotta Di Classe دارای رویکرد ویراستاری ضد مسیحی بود.
با وجود آنکه او در دوران جوانی و اعتقادش به سوسیالیسم یک آتئیست و بر این اعتقاد بود که تنها سفیهان به روایات انجیل معتقدند پس از تصاحب قدرت در صدد جبران روابطش با کلیسا برآمده فراماسونری را قدغن، طبقهٔ روحانی را از تأدیهٔ مالیات معاف، منع مصنوعی حاملگی را غیرقانونی کرده، دست به تلاش‌هایی برای افزایش نرخ زاد و ولد زده، جرایمی برای سقط جنین لحاظ، مشروب‌خواری در کلوب‌های شبانه را محدود، البسهٔ بانوان را متحدالشکل و اعمال همجنس‌گرایی میان مردان بالغ را ممنوع ساخت. با وجود آنکه خود شخصاً معشوقه‌های معتنابهی داشت مجازات‌های سختی علیه زناکاری اعمال کرد. در ۱۹۲۹ معاهده‌ای با واتیکان بست که به‌موجب آن کلیسای کاتولیک اقتدار خود را در امر ازدواج بازیافته، در عوضِ اراضی‌ایی (موسوم به ایالات پاپی) که در دهه‌های پیشین از او منتزع شده‌بود غراماتی دریافت کرد. پاپ پیوس یازدهم موسولینی را «مردی که عطیهٔ الهی بر ما نازل کرده است» خواند. در حقیقت در انتخابات سال ۱۹۲۱ (پیش از قدرت‌گیری موسولینی) فاشیست‌ها تنها ۳۵ کرسی از مجموع ۳۵۲ کرسی را از آن خود کردند و از آنجا بود که موسولینی مرام ضدکاتولیک خود را تغییر داد.

### یهودستیزی و نژاد
با وجود این که موسولینی در ابتدا نژاد گرایی بیولوژیک را نادیده گرفت، وی یک باورمند متعصب به ویژگی‌های ملی بود اما یهودیان ایتالیایی را به عنوان ایتالیایی قبول داشت. اشارات یهود ستیزانهٔ موسولینی در اواخر ۱۹۱۰ و اوایل ۱۹۲۰ بیشتر به تناسب موقع و زمانه بودند تا اینکه باوری خالص (چنان‌که در مورد هیتلر بود) باشند. موسولینی انقلاب ۱۹۱۷ روسیه را با عنوان «انتقام‌گیری یهودیان از مسیحیان» کوبید و اظهار داشت «نژاد به نژاد خیانت نمی‌کند… بلشویسم توسط پول سالاران بین‌المللی حمایت می‌شود. حقیقت واقعی همین است.» با این وجود، وی ظرف چند هفته با اظهار داشتن این که «بلشویسم، چنان‌که مردم می‌پندارند، پدیده ای یهودی نیست. حقیقت اینست که بلشویسم به دنبال نابودی کامل یهودیان اروپای شرقی است.»
در ابتدای دهه ۱۹۲۰، موسولینی اظهار داشت که فاشیسم مسئله یهود را پیش نخواهد کشید و در مقاله ای که نوشت، اظهار داشت " ایتالیا هیچ‌گونه یهود ستیزی نمی‌شناسد" و سپس افزود " بگذارید امیدوار باشیم که یهودیان ایتالیایی به حضور کافی خود ادامه می‌دهند تا در تنها کشوری که یهود ستیزی هیچ‌گونه پیشینه ای نداشته، اجازه ظهور آن را ندهیم." در ۱۹۳۲، موسولینی در گفتگویی با امیل لودویگ یهود ستیزی را یک " خباثت آلمانی" توصیف نمود و اظهار داشت که " هیچ‌گونه مسئله یهود در ایتالیا وجود ندارد و در کشوری با نظام حکومتی سالم نیز نمی‌تواند وجود داشته باشد." در چندین موقع موسولینی در مورد یهودیان و جنبش صهیونیسم با اشاراتی مثبت صحبت کرد، هر چند که فاشیسم پس از به قدرت رسیدن خود، نسبت به صهیونیسم شکّاک باقی ماند. در ۱۹۳۴، موسولینی از راه اندازی «آکادمی دریایی بتار» در چیویتاوکیا برای آموزش دانشجویان افسری صهیونیست تحت هدایت ژابوتینسکی حمایت نمود و استدلال کرد که یک دولت یهودی می‌تواند جزو علایق ایتالیا باشد. تا ۱۹۳۸ موسولینی وجود هرگونه یهودستیزی در حزب فاشیست را انکار کرد.
روابط بین موسولینی و هیتلر در ابتدا بحث‌برانگیز بود. با این که هیتلر موسولینی را الهام بخش خود می‌خواند و شخصاً تحسین زیادی برای وی قائل بود، اما موسولینی ارزشی چندان برای هیتلر قائل نبود؛ به ویژه پس از ترور دوست و متحدش به نام انگلبرت دلفوس، دیکتاتور فاشیست اتریش، در مارس ۱۹۳۴.
با ترور دلفوس، موسولینی کوشید با طرد بسیاری از عقاید نژادگرایانه (به ویژه نوردیک گرایی و ژرمن گرایی) و یهودستیزانه ای که توسط آلمانی‌های رادیکال ترویج می‌شد، خود را از هیتلر دور نگاه دارد. در طول این زمان موسولینی نژادگرایی علمی را طرد نمود، حداقل از نگاه نازی‌ها، و به جای آن بر «ایتالیایی سازی» بخش‌هایی از امپراتوری ایتالیا که وی مشتاق ساختن آنان بود، تأکید داشت. او اعلام داشت که ایده‌های اصلاح نژاد و مفهوم نژادی ملت آریایی غیرممکن بودند. موسولینی ایده نژاد برتر را به عنوان «مطلقاً بی معنا، احمقانه و ابلهانه» رد کرد.

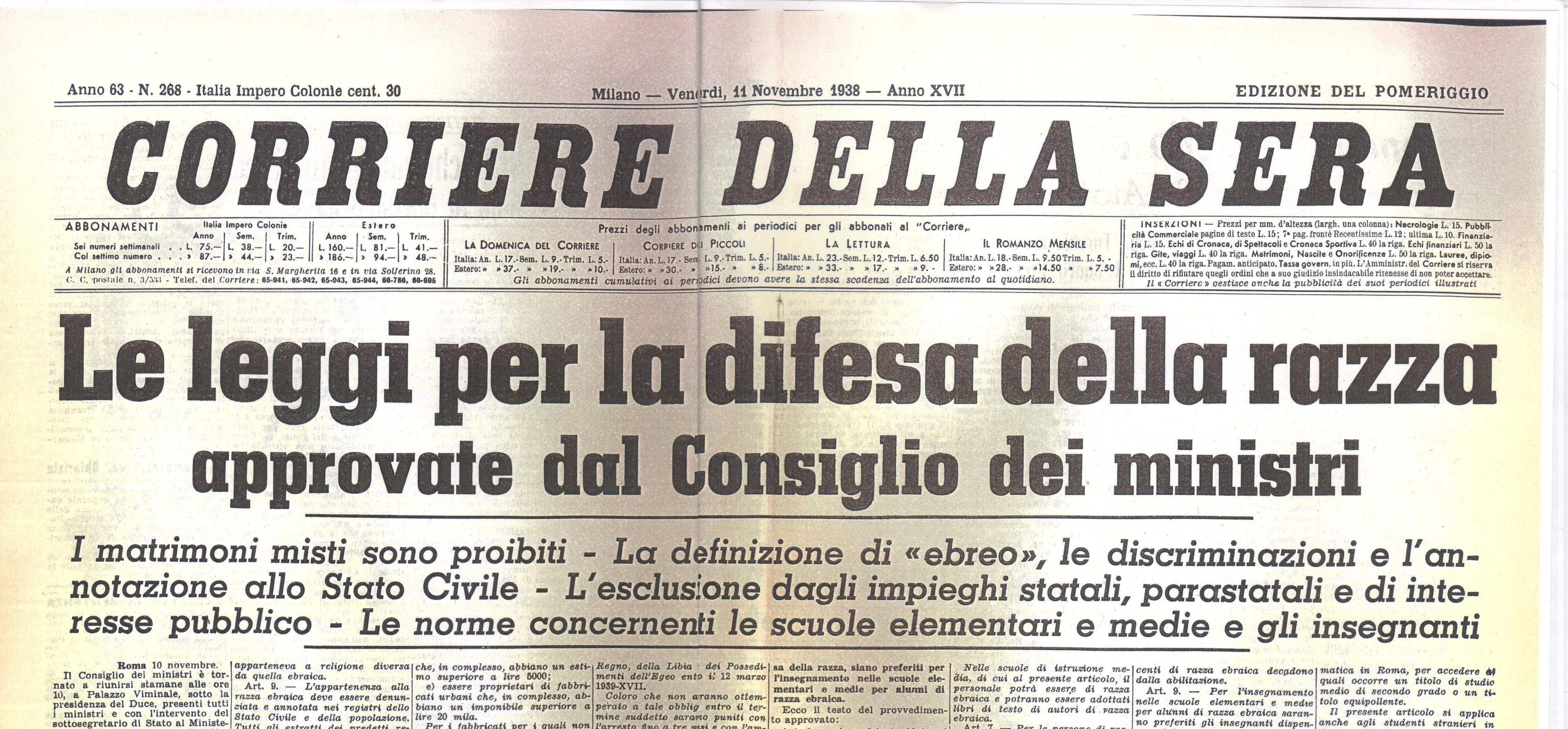
صفحه نخست روزنامه ایتالیایی کوریره دلا سرا در ۱۱ نوامبر ۱۹۳۸: نظام فاشیستی قوانین نژادی را تصویب کرده است.

هر چند مواضع فاشیسم ایتالیایی در باب نژاد از دهه ۱۹۲۰ تا ۱۹۳۴ دگرگون می‌شد، اما از لحاظ ایدئولوژیکی اصولاً در برابر جامعه یهودی_ایتالیایی تبعیضی قائل نمی‌شدند: موسولینی قبول داشت که اقلیتی کوچک «از روزگار پادشاهان روم» تا به حال در این کشور زندگی کرده‌اند و نباید خللی در این روند تاریخی ایجاد کرد. حتی چند یهودی نیز در حزب ملی فاشیست عضویت داشتند از جمله اتوره اُواتسا(Ettore Ovazza) که در ۱۹۳۵ روزنامه فاشیستی یهودی La Nostra Bandiera (پرچم ما) را راه اندازی نمود.
در میانه ۱۹۳۸، با تعریف مانیفست نژاد تأثیر قوی هیتلر بر موسولینی اکنون آشکار شده بود. این مانیفست، که کاملاً بر پایه قوانین نورنبرگ نازی‌ها مدل‌سازی شده بود، یهودیان را از شهروندی ایتالیایی شان و هرگونه سِمت حکومتی محروم نمود. قوانین نژادی ایتالیایی‌ها را بخشی از نژاد آریایی اعلام کرده و هرگونه آمیزش و ازدواج بین ایتالیایی‌ها و آنانی که بخشی از «نژاد مادون» دانسته می‌شدند_ به ویژه آفریقایی‌ها و یهودیان_ منع گردید. یهودیان از حق دارا بودن یا مدیریت کردن کارخانه‌هایی که فراورده‌های نظامی تولید می‌کردند، یا کارخانه‌هایی که بیش از یکصد نفر کارگر داشته یا تعدادشان از مقداری مجاز تجاوز می‌کردند، منع گشتند. آنان حق دارا بودن زمینی بیش از محدوده ای خاص، خدمت در نیروهای مسلح یا تعلق به حزب فاشیست را نداشتند. به‌کارگیری آنان در بانک‌ها، شرکت‌های بیمه، و مدارس عمومی منع گردید. اما حتی پس از تعریف این قوانین نژادی، موسولینی به سخنان خود در مخالفت با نژاد گرایی ادامه داد. بسیاری از کارکنان عالی حکومتی به نمایندگان یهودیان گفتند که یهود ستیزی در ایتالیای فاشیست به زودی به پایان می‌رسد. یهود ستیزی در حزب فاشیست ایتالیا محبوبیتی نداشت؛ هنگامی که یک پژوهشگر فاشیست دربارهٔ رفتار با یهودیان به موسولینی گله نمود، موسولینی (بر طبق شواهد تاریخی) چنین پاسخ داد «من کاملاً با تو موافقم. من ذره ای به نظریه ابلهانه یهود ستیزی باور ندارم. من [این] سیاست خود را کاملاً به‌دلایل سیاسی دنبال می‌کنم.» هیتلر به خاطر کمبود حس یهودی‌ستیزی در موسولینی احساس ناامیدی کرد. موسولینی و ارتش ایتالیا در مناطق اشغالی با تلاش‌های آلمان‌ها برای فرستادن یهودیان ایتالیایی به اردوگاه‌های دسته جمعی نازی‌ها آشکاراً مخالفت کردند. تن ندادن ایتالیا به‌درخواست‌های آلمانی‌ها مبنی بر آزار و اذیت یهودیان، بر دیگر کشورها تأثیر نهاد.
به‌طور گسترده حدس بر این است که موسولینی مانیفست نژاد در ۱۹۳۸ را تنها به‌دلایل تاکتیکی انتشار داد تا روابط ایتالیا با آلمان را نیرومندتر سازد. موسولینی و نظامیان ایتالیایی آنچنان‌که باید و شاید قوانین مصوبهٔ مانیفست نژاد را اجرایی نساختند. در دسامبر ۱۹۴۳، موسولینی به یک روزنامه‌نگار/سیاستمدار به نام برونو اسپامپاناتو اعترافی کرد که نشان می‌داد وی از مانیفست نژاد پشیمان شده است. موسولینی همچنین با مسلمانان در امپراتوری اش و کشورهای اکثراً عربی خاورمیانه روابطی نزدیک داشت. در ۱۹۳۷ مسلمانان لیبی به موسولینی «شمشیر اسلام» را هدیه کردند و در همان حال پروپاگاندای فاشیستی موسولینی را «محافظ اسلام» اعلام کرد.

## میراث

### خانواده
موسولینی از همسر دوم خود، راکله موسولینی (راکله گوئیدی) دو پسر بر جای نهاد: ویتوریو و رومانو؛ و نیز دخترانی به نام اِدا (بیوهٔ کنتچیانو) و آنا ماریا. پسر سوم به نام رومانو در سانحه هوایی در حین پرواز آموزشی با بمب افکن پیاجو پی. ۱۰۸ در ۷ اوت ۱۹۴۱ در گذشت. بزرگ‌ترین پسر این دیکتاتور، بنیتو آلبینو موسولینی که حاصل ازدواجش با اولین همسرش یعنی ایدا دالسر بود، وادار گردید که از اعلام اینکه بنیتو موسولینی پدر وی است، دست بردارد و در ۱۹۳۵ به اجبار در بیمارستانی روانی در میلان بستری گردید؛ جایی که در ۲۶ اوت ۱۹۴۲ پس از تزریقات فراوان بیهوش کننده کشته شد. خانم الساندرا موسولینی، حاصل ازدواج رومانو موسولینی (کوچک‌ترین پسر موسولینی) با خواهر سوفیا لورن است. الساندرا خود نماینده پارلمان اروپا به نمایندگی از حزب راست تندروی جنبش آلترناتیو اجتماعی، نمایندهٔ مجلس سفلی ایتالیا و نیز عضو مجلس سنا از حزب " فورتسا ایتالیا "ی سیلویو برلوسکونی بود.

### نئو فاشیسم
هر چند حزب ملی فاشیست بر طبق قانون اساسیِ پس از جنگ ایتالیا غیرقانونی و مطرود گردید اما تعدادی از احزاب نئوفاشیست سربرآوردند تا مشروعیت آن را بازگردانند. از لحاظ تاریخی، بزرگ‌ترین حزب نئوفاشیست، جنبش سوسیال ایتالیایی (به ایتالیایی:Movimento Sociale Italiano) بود که در ۱۹۹۵ منحل و جای آن را حزب اتحاد ملی گرفت؛ حزبی محافظه کار که خود را از فاشیسم دور ساخت (پایه‌گذار این حزب، نخست‌وزیر پیشین جان‌فرانکو فینی است که در سفری رسمی به اسرائیل اعلام داشت که فاشیسم "یک پلیدی مطلق است"). حزب اتحاد ملی و شماری از احزاب نئوفاشیست در سال ۲۰۰۹ به یکدیگر پیوستند تا حزب کوتاه عمر آزادی مردم به رهبری نخست‌وزیر برلوسکونی را تشکیل دهند؛ حزبی که البته پس از شکست در انتخابات سراسری ۲۰۱۳ منحل گردید.

## روابط با رضا شاه پهلوی
دولت ایتالیا که متحد آلمان به‌شمار می‌رفت، کمک‌های گرانبهایی در به وجود آوردن نیروی دریایی ایران نمود. ساختمان و تحویل فوری کشتی‌هایی که دولت ایران سفارش داده بود، آموختن فنون دریانوردی به افسران جوانی که به ایتالیا فرستاده شده بودند و اعزام مربیان و مستشاران نیروی دریایی باعث شد در مدت کوتاهی دولت ایران صاحب نیروی دریایی کوچکی شده و پس از قرن‌ها رأساً دفاع از آب‌های ساحلی خود در دریای خزر و خلیج فارس را بر عهده بگیرد.